# Восстание на броненосце «Потёмкин»

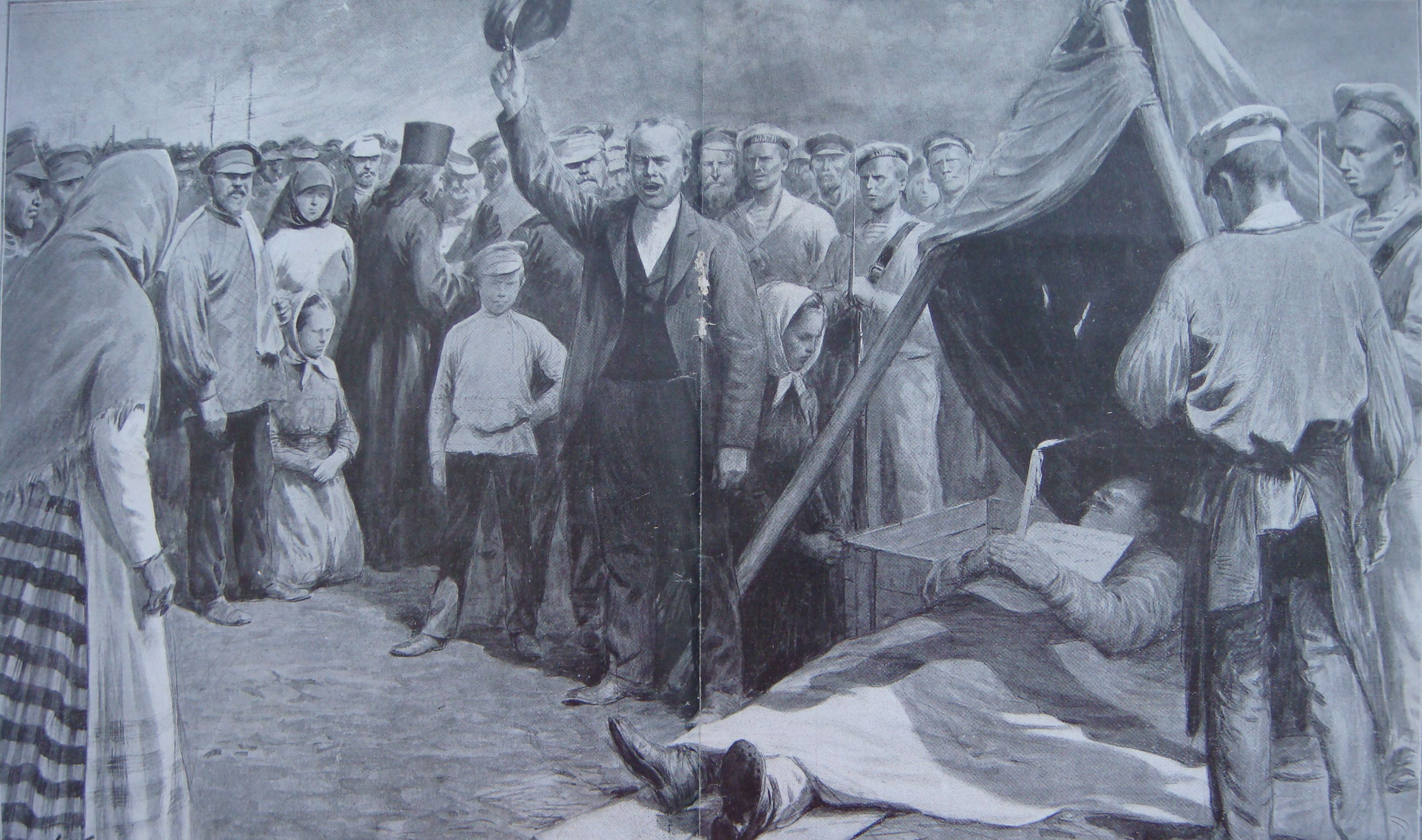
Рисунок времён восстания с изображением митинга над телом погибшего унтер-офицера Г. Н. Вакуленчука

Восста́ние на бронено́сце «Князь Потёмкин-Таври́ческий» (также известно как «возмущение», «неповиновение», «открытое сопротивление», «бунт», «мятеж») — одно из заметных событий революции 1905—1907 годов в России и первый случай вооружённого мятежа целой воинской части в ходе этой революции. Проходило с 14 (27) июня по 25 июня (8 июля) 1905 года.
В ходе стихийно начавшегося из-за некачественной пищи вооружённого выступления матросы захватили корабль в свои руки, убив при этом часть офицеров. Не имея чёткого плана дальнейших действий, восставшие повели корабль в Одессу, где намеревались пополнить запасы угля, воды и продовольствия, поддержать проходившие в городе антиправительственные выступления и встретиться с главными силами Черноморского флота, которые, как полагали восставшие, присоединятся к восстанию. После того, как планы и надежды восставших не оправдались, броненосец, совершив поход от Констанцы до Феодосии и обратно, спустя одиннадцать дней сдался румынским властям в порту Констанца.
Восстание на броненосце способствовало углублению кризиса власти в Российской империи и имело для неё негативные внешнеполитические последствия. Оценки восстания в России менялись в соответствии со сменой господствовавшей в стране идеологии — от негативных в имперской России до абсолютной героизации восстания и его участников в республиканской и советской, причём всякий раз различные аспекты восстания в эти периоды освещались необъективно.
В постсоветское время история восстания либо замалчивается, либо искажается с позиций его дискредитации или гипертрофирования национальной составляющей.

## Предшествующие события

### Исторический фон
Ситуация в Российской империи к концу весны 1905 года была осложнена следующими внешне- и внутриполитическими факторами:
- Непопулярная война на Дальнем Востоке с Японией несла России поражение за поражением как на суше (сдача крепости Порт-Артур в самом начале года, неудача сражения за Мукден в марте), так и на море — в мае 1905 года в Цусимском сражении Российскому императорскому флоту на Дальнем Востоке было нанесено сокрушительное поражение. Корабли русской Второй Тихоокеанской эскадры, погибшие под Цусимой, были кораблями Балтийского флота Российской империи. Ещё в процессе формирования и следования 2-й эскадры на Дальний Восток на Черноморском флоте России циркулировали слухи, что возможна отсылка на театр военных действий и кораблей Черноморского флота («3-й Тихоокеанской эскадры»). После поражения при Цусиме эти слухи усилились. Многие матросы опасались и противились отправке на войну.
- События 9 января 1905 года в Санкт-Петербурге, последовавший за ними всплеск революционного террора, включая дерзкое убийство московского градоначальника и генерал-губернатора Великого князя Сергея Александровича, делали внутреннюю обстановку в Империи тревожной и взрывоопасной. Российские революционеры, желая низвергнуть существующий строй и прийти к власти, действовали по принципам «цель оправдывает средства»[4] и «чем хуже — тем лучше»[5]:83. Весной 1905 года в некоторых городах черты оседлости произошли еврейские погромы[5]:89.

### Подготовка социал-демократами вооружённого восстания на Черноморском флоте
С начала XX века на Черноморском флоте России начали появляться социал-демократические кружки. В апреле 1904 года эти разрозненные группы объединились в единую подпольную организацию социал-демократов — Севастопольскую партийную организацию или, как её кратко называли матросы — «Севастопольскую централку». Проходивший в Лондоне в апреле 1905 года III съезд РСДРП, на котором присутствовали только представители большевиков, принял решение проводить в России политику, направленную на начало вооружённого восстания. Выполняя решения съезда, Севастопольская централка начала готовить всеобщее восстание на Черноморском флоте, запланированное на осень 1905 года. Централка установила связи с комитетами РСДРП ряда приморских городов, а также находящимся в Женеве руководителем большевиков В. И. Лениным. Нарастающие революционные настроения на флоте — волнения солдат севастопольской крепостной артиллерии в начале июня 1905 года и выступления в их защиту матросов броненосцев «Екатерина II» и «Три святителя» — заставили Централку передвинуть сроки начала восстания на лето 1905 года. Вместе с тем броненосец «Потёмкин» считался у руководителей Централки самым «отсталым» в плане революционности кораблём. События, произошедшие на «Потёмкине» после выхода на учебные стрельбы, были неожиданны для руководства Централки и совершенно спутали все их планы.

### Ситуация в Одессе

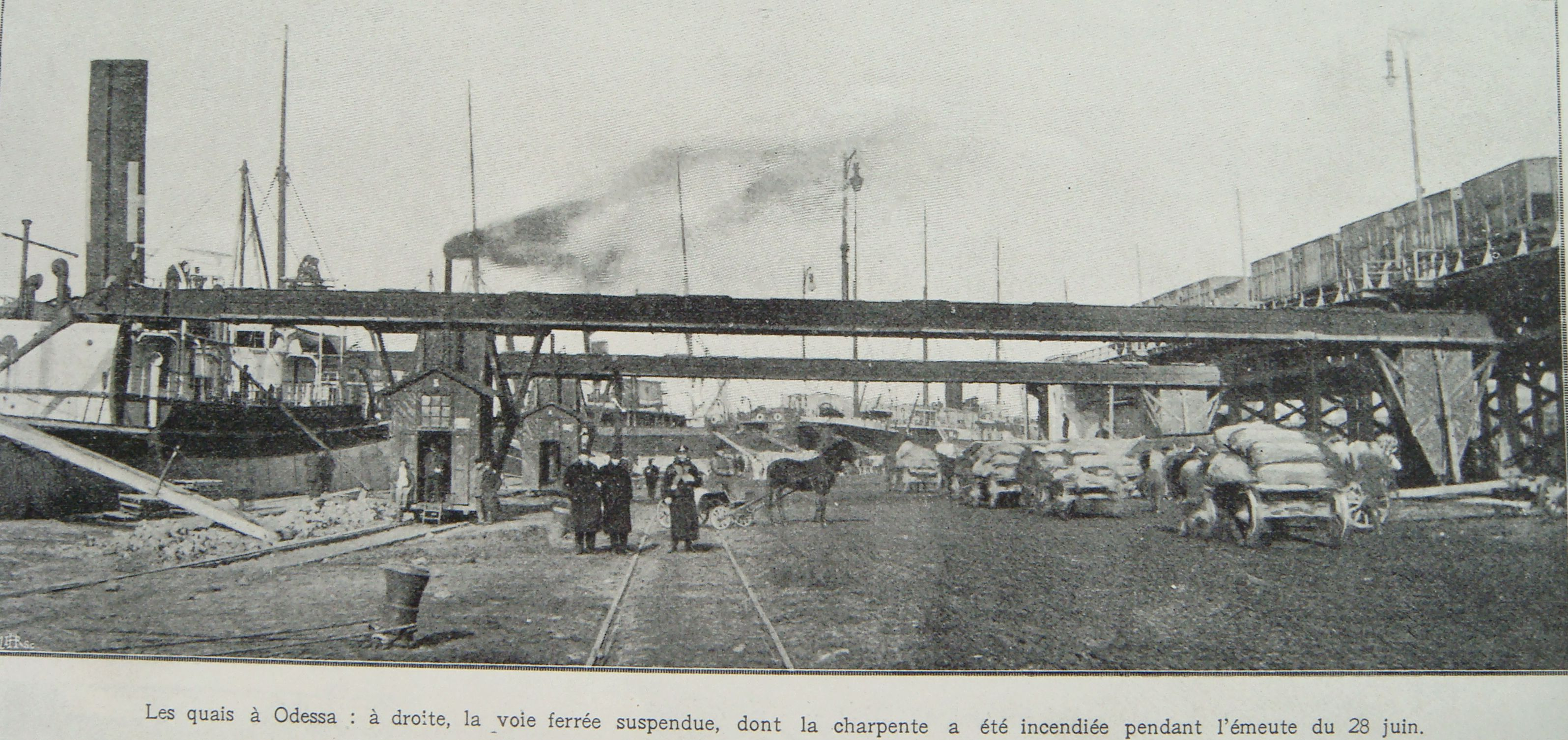
Один из причалов Одесского порта. Позже он вместе со всей инфраструктурой будет уничтожен погромщиками и огнём

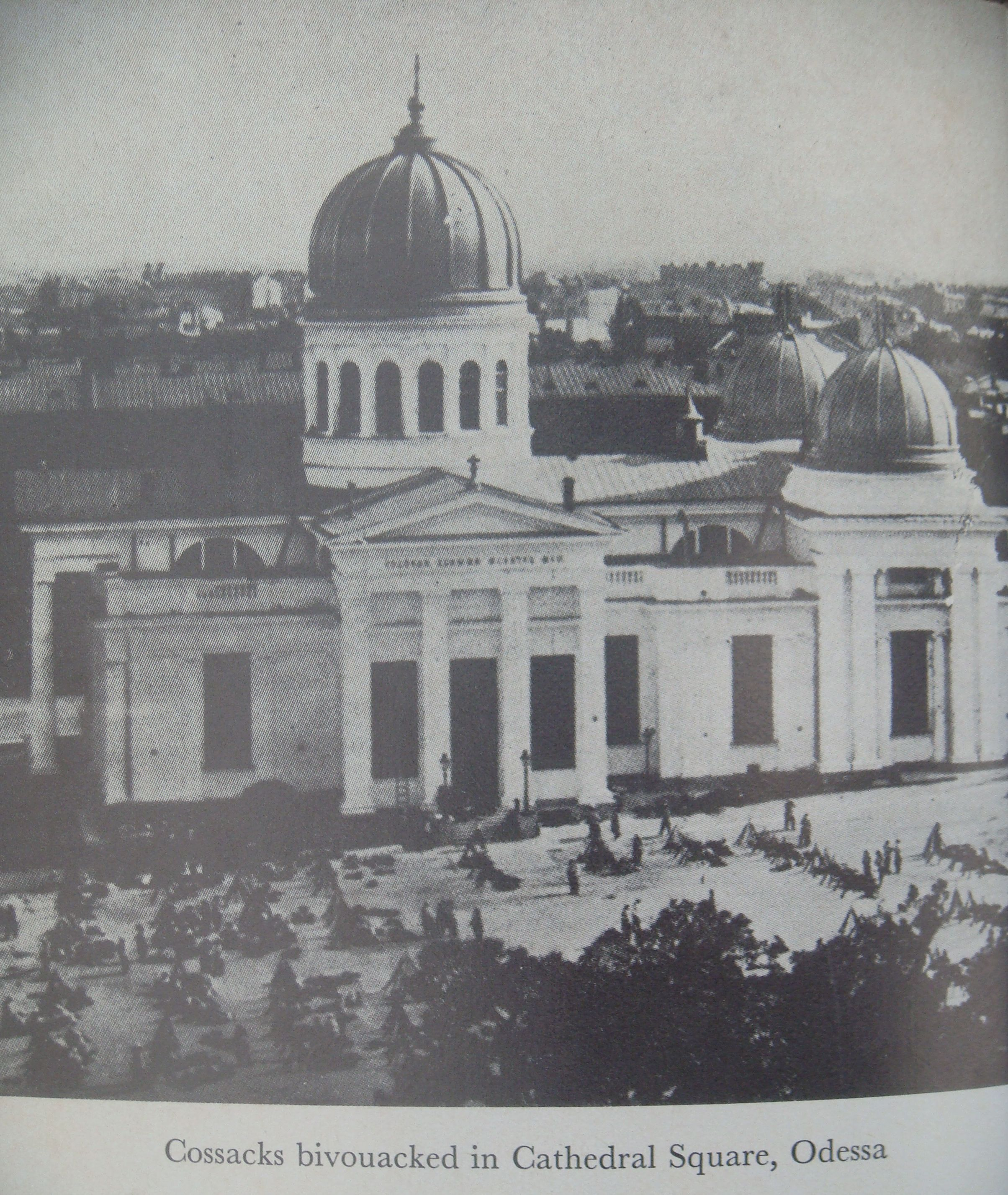
Прибывшие в город для наведения порядка воинские части (казаки) расположились бивуаком на Соборной площади

Политическая обстановка весной и летом 1905 года в Одессе была напряжённой. 1 мая в городе проводились традиционные мероприятия пролетариата — гулянья, сходки, митинги, сопровождавшиеся столкновениями с полицией. Весной в Одессе более месяца длилась «всеобщая стачка», охватившая все одесские заводы, фабрики и мелкие мастерские, парализовавшая городскую жизнь и сильно усложнившая бытовые условия жителей. К присоединению к стачке «несознательные» работники привлекались силой, путём угроз и даже избиений, разгромом тех производств, которые отказывались бастовать:93. В город были введены казачьи части, которые патрулировали улицы совместно с усиленными нарядами полиции. Еврейское население города, составляющее в Одессе самое значительное национальное меньшинство — до 40 % населения, или до 170 тыс. человек в абсолютной величине, встревоженное сообщениями о еврейских погромах, прошедших в некоторых городах Юга России, с опасением ожидало погрома и в Одессе. Евреи приступили к организации «отрядов самообороны», члены которых вооружались огнестрельным оружием:89, 90.
В Одессе в то время существовало две организации РСДРП — большевистский «Одесский комитет РСДРП» и меньшевистская «Одесская группа РСДРП». В мае 1905 года, для оказания влияния на забастовочное движение, этими группами была создана «Соединённая комиссия» (иногда также называемая «Контактной…»), в которую также вошли представители Бунда.
В понедельник 13 (26) июня 1905 года рабочие завода сельскохозяйственных машин Иоганна Гена, проводившие к тому моменту уже более месяца забастовку с экономическими требованиями, решили провести совместную встречу для обсуждения текущих дел и планов на будущее. С просьбой о разрешении на такую встречу к градоначальнику была послана депутация рабочих. Градоначальник, запросив мнение фабричного инспектора, в проведении встречи рабочим отказал. Тогда толпа рабочих в 200—300 человек, решив собраться вопреки запрету властей, начала скапливаться на улице у заводского управления. Полиция, видя проведение несанкционированного собрания, произвела аресты активистов, выхватывая их прямо из толпы и отводя их в полицейский участок. Толпа рабочих последовала за арестованными к участку, требуя их освобождения. Для усмирения беспорядков были вызваны казаки. Собравшиеся рабочие стали забрасывать прибывших казаков камнями, причём среди казаков были раненые. Казаки дали залп по толпе боевыми патронами. Двое рабочих было убито.
После этого начались стычки рабочих с полицией и казаками во многих местах центра города — на Успенской, Ришельевской, Преображенской, Канатной улицах, на Тираспольской площади. Особенно сильные столкновения произошли на Мещанской улице. Разъярённые убийством коллег рабочие и евреи из отрядов самообороны стреляли в казаков и полицию из окон верхних этажей, метали в них бомбы. 14 (27) июня 1905 года вечером на Соборной площади из проезжающего экипажа в расположенных на площади казаков была брошена бомба, причём был убит городовой Павловский — старейший городовой одесской полиции. В ночь на 15 (28) июня 1905 года была предпринята попытка ограбить магазины на Александровском проспекте, торгующие оружием. По случайному стечению обстоятельств, именно в самый разгар беспорядков на рейде Одессы появился броненосец «Потёмкин», захваченный восставшей командой:93, 95.

### События на броненосце

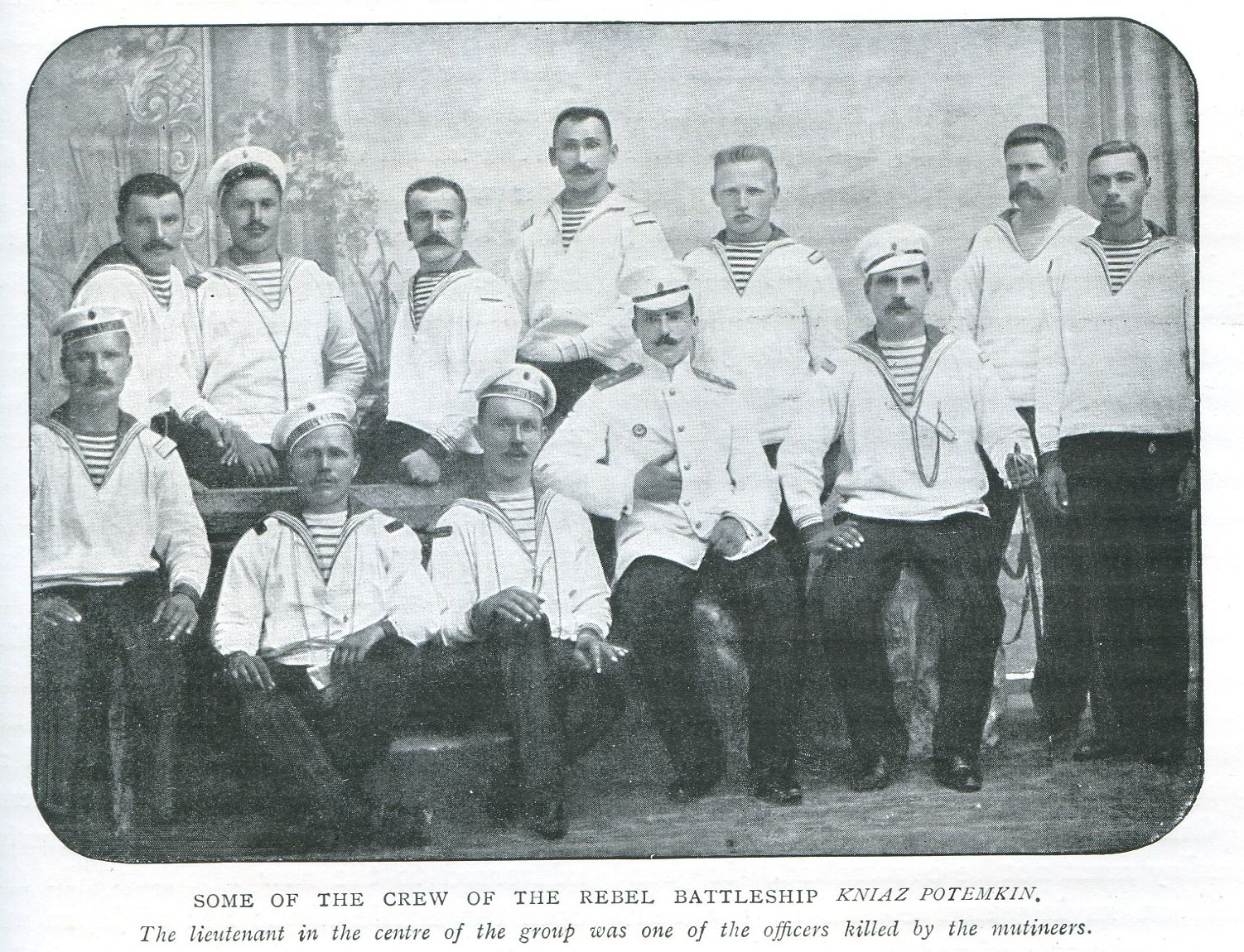
Фотография членов команды броненосца «Потёмкин». В центре группы — лейтенант Л. К. Неупокоев, одна из жертв бунта.

Броненосец «Князь Потёмкин Таврический» был на тот момент самым новым и одним из сильнейших кораблей Черноморского флота России. Постройка корабля шла дольше запланированного из-за произошедшего во время постройки пожара в котельном отделении и обнаруженных дефектов брони башен орудий главного калибра. Незадолго до описываемых событий корабль успешно прошёл ходовые испытания и приступил к испытанию вооружения.
Из-за продолжительных контактов с рабочими судоремонтных заводов экипаж корабля был разложен революционной агитацией. Командир броненосца получал анонимные письма с предупреждениями о готовящемся восстании. За день до выхода в море на учебные стрельбы с корабля было списано 50 матросов, которые сами подали прошение о списании, так как знали о готовящемся восстании и не желали в нём участвовать. В тот же день командир корабля списал ещё около 40 матросов, которых считал неблагонадёжными.

#### Экипаж броненосца
Матросы
К формированию экипажа броненосца приступили одновременно с его закладкой. Для этого был создан 36-й флотский экипаж. По штату экипаж состоял из 731 человека, в том числе 26 офицеров. На момент выхода в море на борту броненосца находился экипаж из 781 матроса, 15 офицеров, двух врачей и священника. Увеличение численности команды по сравнению со штатной было вызвано тем, что в море было взято большое количество учеников кочегаров и машинистов. Молодых матросов призыва 1904 года, которые попали на борт корабля только весной 1905 года, было вообще очень много — 28 % от общего числа. Вместе с призывниками предыдущих двух лет (срок службы на флоте Российской империи составлял тогда семь лет) — 1902 и 1903 годов — которые также считались молодыми матросами, доля «новобранцев» составляла 56 %. Сверхсрочников (опытных матросов, оставшихся служить на флоте по истечении положенных семи лет) было всего 16 человек.
Из матросов 106 были горожанами, 618 — выходцами из деревень. Более половины команды было набрано в губерниях Юга России. Приблизительно 80 % команды исповедовали православие, столько же были русскими по национальности. К сословию крестьян себя относили 73 % матросов.
Грамотных среди команды броненосца было 33,3 %, малограмотных — 18,3 %, неграмотных — 32,9 %, на 121 человека данные о грамотности отсутствуют. Наивысший процент грамотных был среди бывших служащих (таких на броненосце служило 10 человек) — 90 %, наинизший — среди крестьян (359 человек) — 26 %, промежуточные показатели имели торговцы и прислуга (12 человек) — 58 % и рабочие (265 человек) — 52 %.
Не соответствуют действительности положения советской историографии, что на флот на технические специальности призывали почти исключительно грамотную рабочую молодёжь — так, на броненосце «Потёмкин» по техническим службам служили 250 человек (из них 50,8 % были грамотными — самый высокий показатель грамотности по службам), из которых рабочими были 102 человека, 91 человек был хлебопашцами, 9 — служащими, по остальным матросам нет данных.
Для подавляющего большинства матросов «Князь Потёмкин-Таврический» был единственным местом прохождения службы — только 80 матросов служили до этого на других кораблях Российского флота. Из них 14 матросов служили до «Потёмкина» на крейсере «Варяг» и были участниками боя у Чемульпо.
По данным Департамента полиции и материалам судов, проведённых после восстания, известно, что из команды броненосца 24 человека принимали участие в революционном движении, знали о готовящемся восстании на Черноморском флоте. Из них девятеро были в прошлом рабочими, четверо — хлебопашцами, остальные — людьми таких профессий, как живописец, пастух, письмоводитель, артист, торговец. Ровно половина из числа революционеров проходила службу в технических службах, вторая половина — в строевых.
Историк Ю. П. Кардашев таким описал среднестатистического матроса, служившего на броненосце: молодой человек 23—25 лет, служивший на флоте первую половину из отведённых службе семи лет, не имевший опыта прохождения службы на других кораблях, кроме только что введённого в строй «Потёмкина», православный, русский, из крестьян, выходец из южных губерний Европейской России, не имевший сформировавшихся революционных взглядов.
Офицеры
Как уже упоминалось, численность офицеров на корабле, вышедшем на стрельбы, была ниже штатной. Некомплект был связан с общей нехваткой офицерского состава на флоте из-за шедшей Русско-японской войны. Несколько штатных офицеров «Потёмкина» не вышли на стрельбы из Севастополя по различным причинам. Качество подготовки офицеров и опыт службы также были весьма разными. Половина офицеров были или малоопытными, только 2—3 года назад выпущенными из училищ, либо вовсе гражданскими моряками (четверо офицеров «Потёмкина»), отбывавшими воинскую повинность в связи с Русско-японской войной. Увеличение числа команды по сравнению со штатной с одной стороны и некомплект, качества и служебный опыт имевшихся в распоряжении командира корабля офицеров с другой стороны снижали возможности управления командой.
Лица, не принадлежащие к экипажу броненосца
На борту находились также 23 рабочих Николаевского судостроительного завода, вышедших в море для устранения различных заводских недоделок (в восстании они участия не принимали, покинули борт броненосца в Одессе 16 (29) июня 1905 года). Для наблюдения за стрельбами на корабле находились два специалиста, прибывшие из Петербурга — начальник артиллерийской чертёжной мастерской Морского технического комитета полковник И. А. Шульц и член комиссии морских артиллерийских опытов Н. Ф. Григорьев.

#### Выход в море для проведения стрельб. Закупка провизии в Одессе

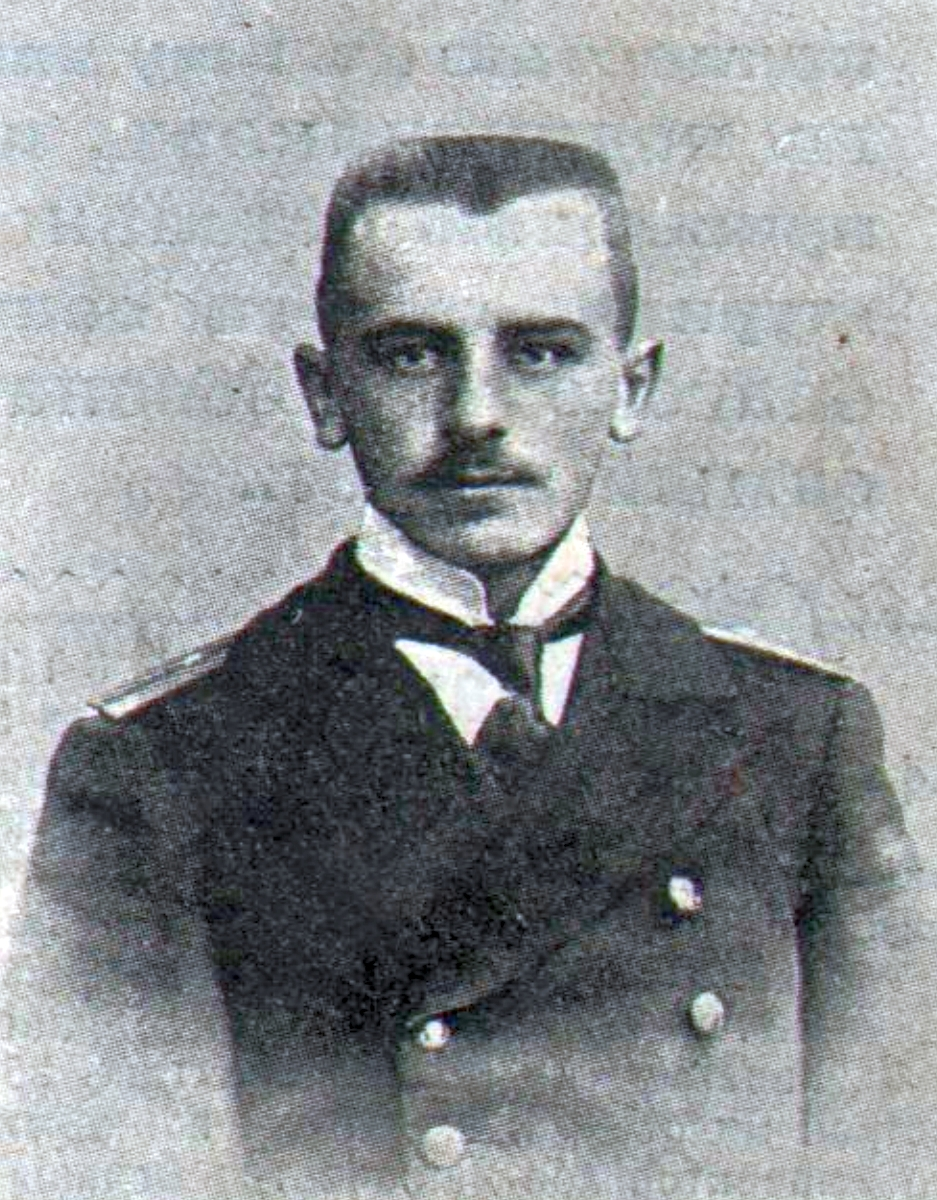
Вахтин Борис Васильевич, мичман броненосца «Князь Потёмкин Таврический»

В два часа дня 12 (25) июня 1905 года броненосец в сопровождении миноносца № 267, который должен был заниматься установкой мишеней, снялся из Севастополя и на следующее утро прибыл к Тендровской косе, отстоявшей от Одессы на примерно 100 морских миль — традиционному месту учебных сборов флота для проведения опытных стрельб из орудий главного калибра.
Днём 13 (26) июня 1905 год командир броненосца капитан первого ранга Е. Н. Голиков отправил миноносец № 267 в Одессу для приобретения провизии. В Одессе в те дни проходила всеобщая стачка, часть магазинов была закрыта, торговля велась в меньших объёмах. Ревизор мичман А. Н. Макаров, старший группы закупки провианта, привёл сопровождавших его судовых коков и матросов-артельщиков в магазин своего знакомого купца Копылова. В магазине Копылова мясо было, но покупатели обратили внимание, что на нём имеются «маленькие белые черви» (приказчик магазина Я. Воробьёв впоследствии дал показания, что мясо было от убоя 11 или 12 июня). Мичман А. Н. Макаров не придал этому значения, а матросы, обошедшие весь базар, мясо в других магазинах в достаточном количестве для закупки не обнаружили. Предложение артельщиков закупить мясо прямо на Тендровской косе у крестьян мичман отверг, так как мясо на базаре в Одессе было дешевле. В конце дня, не найдя ничего другого, группа закупки приобрела 28 пудов той самой говядины. Были также закуплены мука, зелень и свежие овощи, деликатесы и вино для кают-компании. В 9 часов вечера миноносец отправился обратно на Тендру. На обратном пути он столкнулся с рыбацкой лодкой и был вынужден задержаться для оказания помощи пострадавшим, на что ушло три часа, а саму повреждённую лодку взять на буксир, что снизило скорость миноносца. Так как холодильных камер в те времена ещё не было, мясо, пролежавшее сначала целый день в магазине, а затем всю ночь на борту миноносца, учитывая жаркую июньскую погоду, несомненно попало на борт броненосца к утру следующего дня уже несвежим, что подтверждается последующими показаниями вахтенных офицеров — младшего минного офицера прапорщика Н. С. Ястребцова и младшего артиллерийского офицера мичмана Б. В. Вахтина, — которые в четвёртом часу утра занимались приёмкой продуктов с миноносца на броненосец — по их словам, от мяса шёл «лёгкий запах несвежего». При этом нужно иметь в виду, что в описываемое время дневной рацион русского матроса был вдвое дороже армейского, а по условиям жизни на флоте и за отсутствием холодильной техники «мясо с червями на кораблях Черноморского флота в те времена было явлением нередким, всегда обходилось без конфликтов…».
14 (27) июня 1905 года на броненосце произошло восстание матросов, отказавшихся есть борщ из протухшего мяса.

## Ход восстания

### 14 июня
Отказ команды есть борщ
14 (27) июня 1905 года утром половина привезённого на броненосец мяса была положена в котёл для приготовления борща, оставшиеся туши висели на спардеке для «проветривания». Там их и обнаружили матросы, разбуженные по побудке, как всегда, в 5 часов утра для несения повседневной службы и выполнения рутинных корабельных работ. Весть о том, что было закуплено несвежее мясо, быстро облетела весь корабль, среди команды начался ропот и агитация не есть борщ.

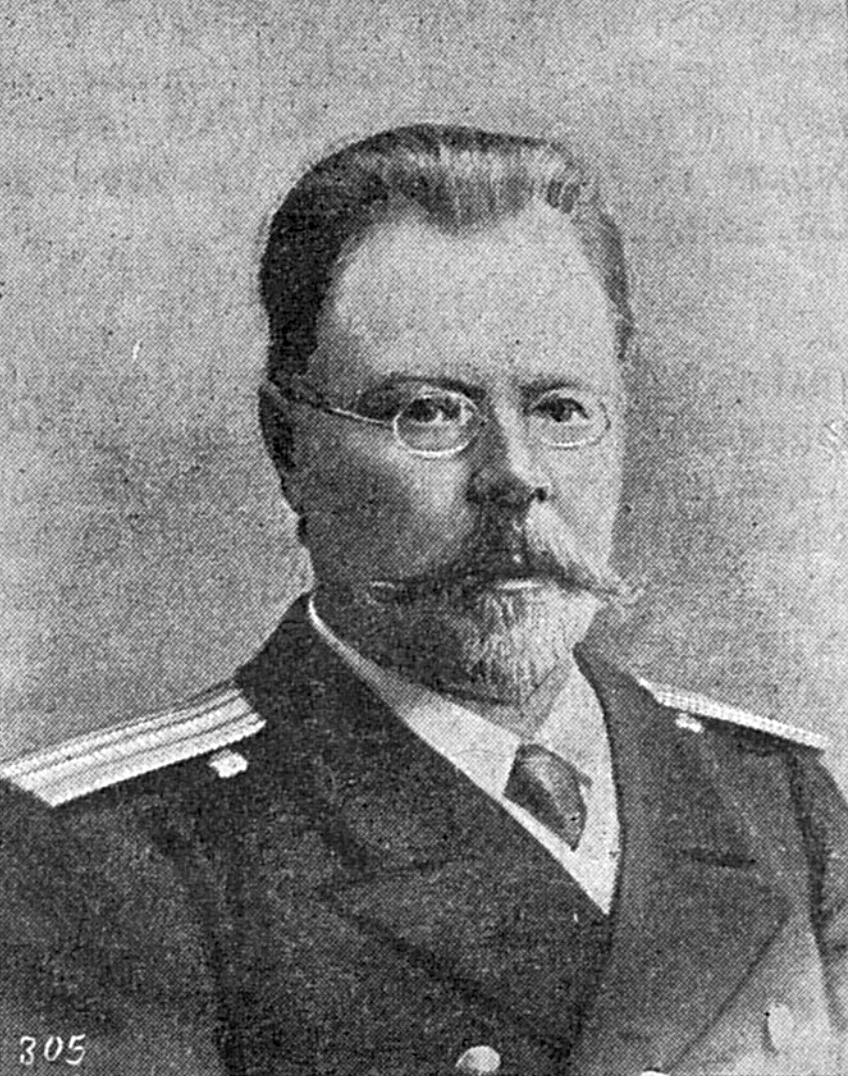
Старший врач броненосца «Князь Потёмкин Таврический» Сергей Егорович Смирнов

Из-за непогоды на море стре́льбы были перенесены на следующий день. В 11 часов на броненосце был дан сигнал на обед, на палубу была выставлена ендова с водкой для команды, пить которую могли матросы, заранее внёсшие себя в списки «пьющих». Мерной кружкой баталёр наливал всем таким матросам, выстроившимся в очередь, положенную обеденную чарку. Пили водку тут же на палубе.
Ни командир корабля, ни вахтенный офицер не стали брать пробу с борща, сваренного для команды. Борщ был освидетельствован старшим врачом броненосца С. Е. Смирновым, который признал его хорошим. Репутация врача Смирнова среди команды была низкой, его считали «способным на всякую подлость». Команда отказалась брать баки для борща и демонстративно ела сухари, запивая их водой. В материалах следственного дела имелись свидетельства, что только один член экипажа — ученик кочегара Е. Ф. Резцов — получил порцию борща, ел его и нашёл его «вкусным и жирным». В корабельную лавку выстроилась очередь. Об отказе команды есть борщ было доложено старшему офицеру капитану 2-го ранга И. И. Гиляровскому, тот в свою очередь доложил командиру корабля капитану 1-го ранга Е. Н. Голикову.
Общий сбор. Командиру почти удаётся усмирить бунт

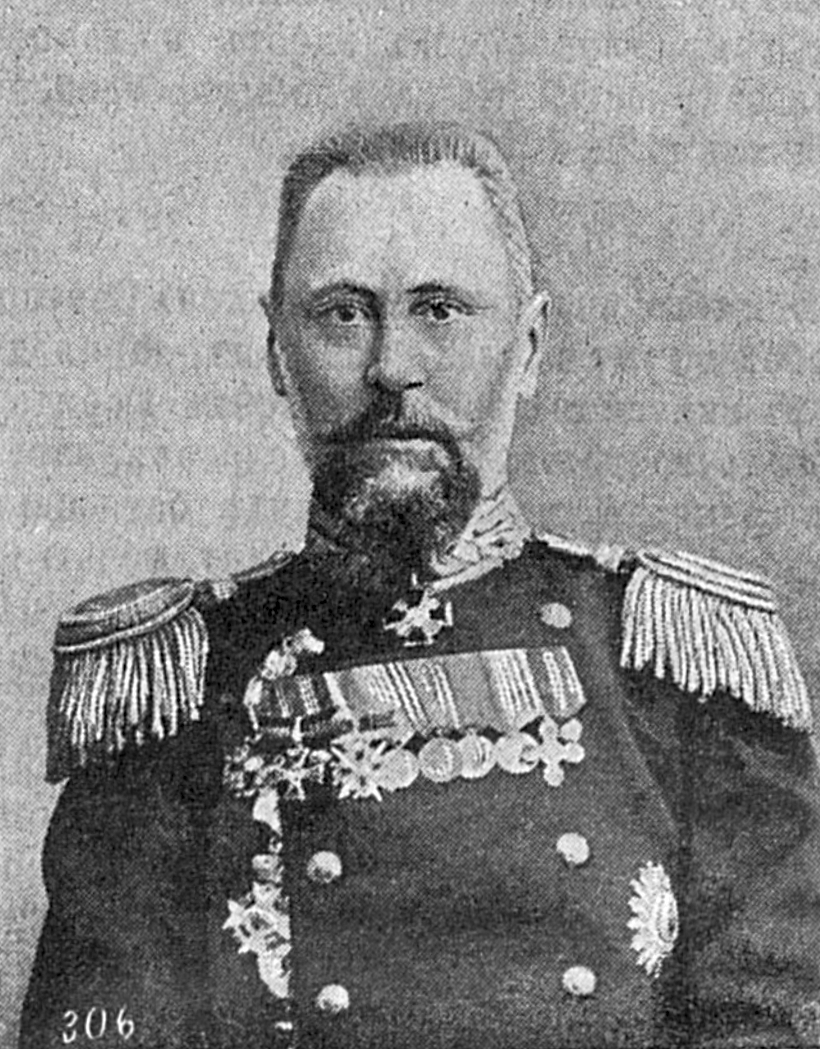
Командир эскадренного броненосца «Князь Потёмкин-Таврический» капитан I ранга Евгений Николаевич Голиков

Командир приказал сыграть общий сбор и отправился на место построения по такому случаю — на ют корабля. Команда броненосца выстроилась там в обычном для таких случаев построении — по правому и левому борту. Строевые офицеры, по долгу службы обязанные присутствовать на подобных построениях, собрались у кормового флага, прочие (инженеры-механики, корабельный священник) продолжали обедать в кают-компании. Перед построением капитан Е. Н. Голиков связался с миноносцем № 267 и приказал ему «быть готовым к походу».
Выйдя к матросам и узнав от них причину, по которой они отказываются от обеда, командир корабля вызвал старшего врача из кают-компании и приказал ему вторично освидетельствовать борщ. Врач С. Е. Смирнов вторично признал борщ хорошим, не пробуя его, и указал, что команда «зажирела». После этого командир броненосца пригрозил матросам наказанием за бунт и приказал тем: «Кто хочет кушать борщ — выйти к 12-дюймовой башне. А кто не хочет — для тех на корабле имеются ноки!». Из строя к башне начали выходить единицы — в основном, лояльные начальству унтер-офицеры, кондукторы и боцманы. Вслед за ними потянулась и дисциплинированная часть рядовых матросов, но всего вышло не более ста человек. Видя упорство матросов, командир приказал вызвать караул — матросы хорошо знали, что это означает — после вызова караула обычно проводилась пофамильная запись нарушителей дисциплины, что означало неминуемую расплату. Бунтующая команда дрогнула. Матросы начали массово перебегать к башне 12-дюймового орудия, уже оттуда, растворившись в толпе, продолжая сыпать ругательствами в адрес командира и офицеров. В этот самый момент, когда в строю осталось около 30 совершенно случайных замешкавшихся матросов, старший офицер И. И. Гиляровский приказал караулу задержать оставшихся. Историки уже никогда не узнают, что двигало старшим офицером. Возможно, понимая, что если все матросы перебегут на сторону дисциплинированной части команды, то некого будет наказать за попытку бунта, он решил, в назидание, переписать фамилии и наказать первых попавшихся, а вернее, оставшихся в строю матросов. Записывать их фамилии медленно и нехотя приступили вахтенный офицер прапорщик Н. Я. Ливинцев, фельдфебель В. И. Михайленко, боцман Т. Д. Зыбалов.
Открытый бунт
Перспектива того, что будут наказаны совершенно случайно отобранные их товарищи, вовсе не являвшиеся зачинщиками бунта, вновь вывела уже было подчинившихся воле командира матросов из повиновения — из толпы усилились крики, угрозы, проклятия. Историк А. А. Киличенков заострил внимание на этом моменте: не революционные идеи социал-демократов и даже не несвежее мясо для борща окончательно вывели команду из повиновения — бунт начался тогда, когда матросы заподозрили командование броненосца в намерении наказать невиновных; именно желание предотвратить несправедливое с точки зрения команды наказание, «положить жизнь за други своя» и стало основной причиной матросского бунта. Историк Ю. П. Кардашев обращает внимание на то, что катализатором возмущения могла стать обеденная чарка водки, выпитая на пустой желудок — об этом, как об одной из причин, усугубивших обстановку, писали ещё современники.
В этот момент старший офицер отдал приказ принести брезент с 16-вёсельного баркаса. Команда расценила этот приказ таким образом, что старший офицер решил расстрелять «зачинщиков», используя, по существовавшему на флоте обычаю, для этого брезент. Среди матросов раздался призыв: «Братцы, что они делают с нашими товарищами? Забирай винтовки и патроны! Бей их, хамов! Довольно быть рабами!» Матросы с криками «Ура!», бросились в батарейное помещение, взламывая пирамиды с винтовками и ящики с патронами. Начался настоящий бунт. На палубе юта осталось не более семидесяти матросов (1/10 часть команды), все остальные укрылись в батарейном помещении, которое являлось смежным с открытой палубой юта и перекрывающим выходы из неё, и вооружались хранящимся там оружием.

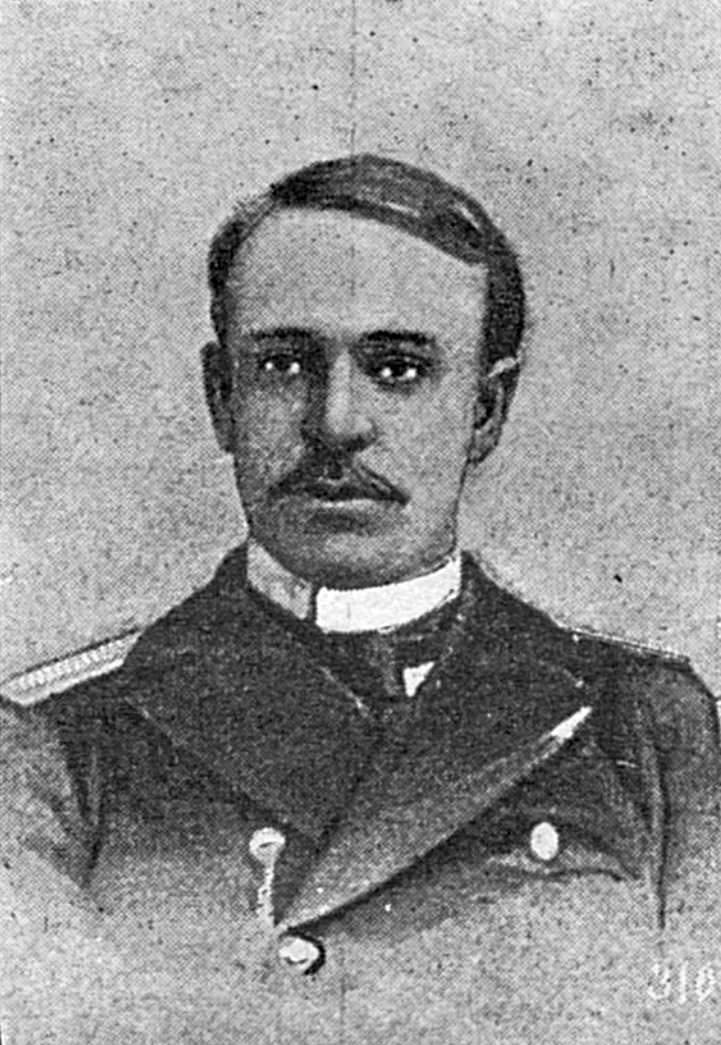
Поручик Заушкевич Сергей Андреевич, минный механик броненосца «Князь Потёмкин Таврический»

После начала открытого бунта командир корабля через посыльных вызвал всех офицеров корабля на ют. Однако часть офицеров, испугавшись и давая впоследствии различные формальные оправдания, дезертировали: старший штурманский помощник капитан К. Г. Гурин, мичман Б. В. Вахтин, старший механик подполковник КИМФ Н. Я. Цветков, минный механик поручик КИМФ С. А. Заушкевич, командированные из Петербурга начальник артиллерийской чертёжной МТК полковник КМА И. А. Шульц и член комиссии морских артиллерийских опытов лейтенант Н. Ф. Григорьев, трюмный механик поручик А. М. Коваленко, инженер-технолог Николаевского судостроительного завода А. Н. Харкевич попытались укрыться в различных корабельных помещениях — из шестнадцати штатных офицеров броненосца на юте собрались только десять. Постепенно число лояльных командованию матросов увеличивалось — они проникали на палубу юта через люки, ведущие на нижние палубы броненосца; их число удвоилось.
Но бунт не прекращался: когда командир Е. Н. Голиков со словами «Ну-ка, кто тут бунтует команду?» попытался войти в батарейное помещение, он был встречен в дверях бранью и угрозами вооружённых заряженными винтовками Г. Н. Вакуленчука, А. Н. Матюшенко и их товарищей. Караул, следовавший за командиром, упустил из виду первоначально задержанных матросов, которые, воспользовавшись этим, убежали с юта через те самые люки на палубе, через которые на ют пробирались матросы, верные присяге. Положение собравшихся на юте офицеров стало критическим: они не были вооружены и находились на открытой палубе, в то время как бунтующие матросы находились в помещении и были вооружены. Е. Н. Голиков приказал караулу, чьи винтовки тоже были заряжены, стать перед обоими выходами из батарейного помещения, прикрывая собой офицеров, и стрелять в любого, кто попытается приблизиться к офицерам. Бунтующие матросы кричали караулу из батарейного помещения: «Братцы, не стреляйте в нас, а бейте этих драконов!» Караул был напуган и колебался.
Вооружённая борьба и победа команды
В этот момент командир корабля отдал приказ сигнальщику вызвать миноносец № 267. Услышав это, восставшие стали кричать, что убьют любого, кто подаст такой сигнал. Е. Н. Голиков отдал приказ старшему помощнику при помощи караульных разогнать бунтовщиков силой. И. И. Гиляровский проверил, заряжены ли у караульных винтовки, и направился с тремя караульными в сторону батарейной палубы. В этот самый момент на баке кочегар В. З. Никишин выстрелил по чайке. Прозвучавший выстрел был воспринят как сигнал к началу активных действий: артиллерийский квартирмейстер В. Г. Вакуленчук выстрелил в своего непосредственного командира — старшего артиллерийского офицера лейтенанта Л. К. Неупокоева. Тот упал, по юту прокатился возглас «Убит!» Из батарейного помещения по стоящим на открытом пространстве офицерам и дисциплинированным матросам раздались нестройные залпы. Те стали спасаться от пуль, прыгая за борт или в люк, ведущий во внутренние помещения корабля. Старший офицер И. И. Гиляровский и трое караульных, находившиеся в этот момент ближе всего к восставшим, спрятались от пуль за 12-дюймовой башней. После первых залпов восставшие матросы «пошли в атаку», выбежав из батарейного помещения на палубу юта. Впереди всех бежали вожаки восстания А. Н. Матюшенко и В. Г. Вакуленчук. Когда последний выбежал за 12-дюймовую башню, старший помощник И. И. Гиляровский, выхватив у одного из караульных винтовку, дважды выстрелил в бунтовщика. По другим данным, в него стреляли караульные матросы. Как бы то ни было, раненый двумя пулями В. Г. Вакуленчук добежал до борта броненосца и, перевалившись за леера, вывалился за борт. В те же мгновенья в И. И. Гиляровского стреляли А. Н. Матюшенко и водолаз В. Ф. Попруга. Гиляровский был ранен, но его, лежащего на палубе и сыпавшего угрозами в адрес А. Н. Матюшенко, добили несколькими выстрелами. Тело старшего офицера выкинули за борт.
В воде плавало до тридцати человек. Восставшие матросы вели по ним огонь из винтовок (один из стрелявших впоследствии утверждал, что выпустил до сорока патронов) — они полагали, что в воду могли прыгнуть только те, кому есть чего опасаться — офицеры или «кожи» — и которые поэтому вполне заслуживают смерти. На самом деле бо́льшая часть прыгнувших в воду была молодыми матросами, которые растерялись и в испуге попрыгали за борт.
Расправа над офицерами
Кроме уже упомянутых старшего артиллерийского офицера лейтенанта Л. К. Неупокоева и старшего офицера И. И. Гиляровского, были убиты ещё четверо офицеров, включая командира броненосца. Член комиссии морских артиллерийских опытов Морского министерства лейтенант 12-го флотского экипажа Н. Ф. Григорьев и младший штурманский офицер прапорщик Н. Я. Ливинцев были пристрелены в воде, куда они прыгнули с борта корабля, когда по офицерам, стоящим на юте, началась стрельба.
Следующим был убит командир Е. Н. Голиков; он с младшим штурманским офицером прапорщиком Д. П. Алексеевым укрылись в адмиральском помещении (командир броненосца попытался взорвать корабль, приказав Д. П. Алексееву подорвать носовую крюйт-камеру, но прапорщик не смог подобраться к ней, так как восставшие уже выставили возле неё свой караул), но вскоре были найдены восставшими. Прапорщик Д. П. Алексеев сам был не кадровым офицером, а штурманом торгового судна, призванным на Российский императорский флот после начала Русско-японской войны. Когда стало ясно, что их место укрытия обнаружено, командир корабля отдал приказание Алексееву выходить к матросам. Алексеев вышел, и был «помилован», так как к нему, в отличие от кадровых офицеров, матросы ненависти не питали. После этого матросы начали ломать двери каюты, в которой укрылся командир корабля. Видя, что у него нет шансов, одетый только в нижнее бельё, так как он собирался прыгать через иллюминатор за борт, командир корабля вышел к матросам. Раздались крики, что командира нужно судить или повесить, кто-то крикнул «Долго ждать, пулю в лоб!», затем «Сзади, разойдись!» — находившиеся за спиной командира разбежались — и раздался залп. Тело командира было немедленно выкинуто за борт.

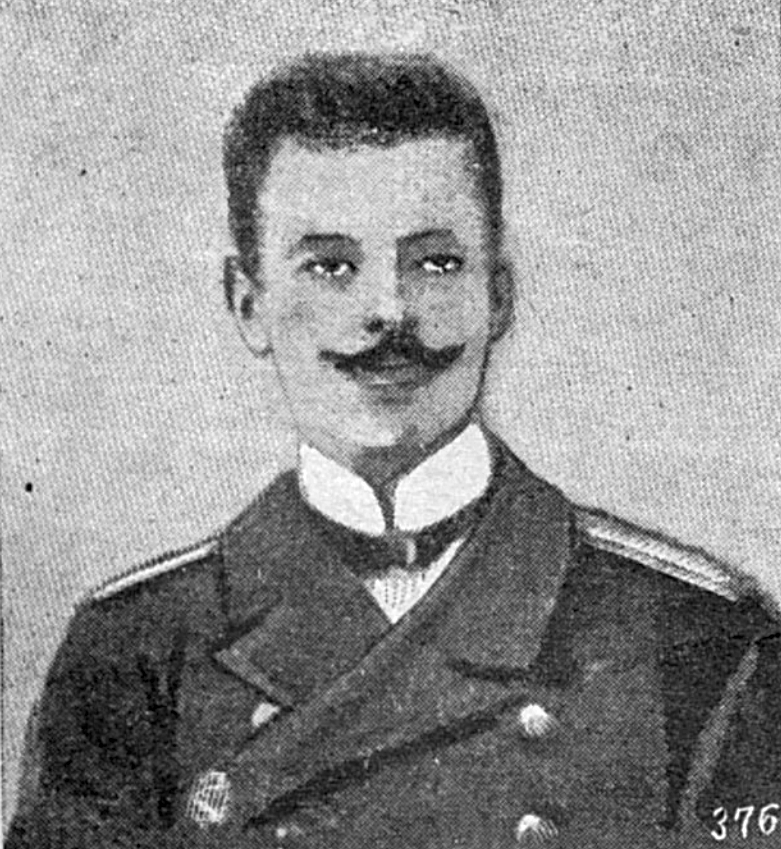
Старший минный офицер броненосца «Князь Потёмкин Таврический», лейтенант Тон Вильгельм Карлович

После расстрела командира по кораблю распространился слух, что старший минный офицер лейтенант В. К. Тон намеревался взорвать артиллерийские погреба. На корабле начались его поиски, которые не давали результата. Спустя какое-то время внешне спокойный лейтенант Тон вышел к матросам сам. А. Н. Матюшенко сказал ему: «Успокойтесь, вас убивать не будем!» В ответ на это лейтенант Тон обругал бунтовщика. Матюшенко потребовал, чтобы Тон, его непосредственный командир, снял погоны. Лейтенант ответил: «Ты мне их не давал и потому снимать не будешь». Матюшенко выстрелил в Тона из винтовки, тот, раненный, упал, после чего какой-то новобранец подбежал к нему и добил выстрелом в голову. По другой версии, в лейтенанта Тона стреляло сразу несколько матросов. Тело убитого офицера также было выброшено за борт.
Прикладами винтовок был избит корабельный священник отец Пармен. Ему удалось бежать и спрятаться от матросов в матросском гальюне. Старший инженер-механик Н. Я. Цветков был арестован в кочегарном отделении, как раз в тот момент, когда он давал приказание трюмному унтер-офицеру открыть кингстоны. Ближайшие помощники офицеров — унтер-офицеры: кондукторы, боцманы, фельдфебели, — также были вынуждены скрываться в укромных углах корабля от гнева бунтовщиков, так как им тоже угрожала реальная опасность расправы. Некоторые из офицеров, прыгнувших в воду, смогли доплыть до стоящего неподалёку артиллерийского щита и укрыться за ним, ревизору А. Н. Макарову и ещё двоим матросам-новобранцам (один из них был тот самый Е. Ф. Резцов, который единственный из команды ел злополучный борщ, второй — Ф. М. Хандыга, который спрятался на миноносце и на следующий день, когда миноносец и броненосец пришли в Одессу, сумел сбежать с него — он и был тем самым матросом, который первым сообщил властям о произошедшем на броненосце) удалось доплыть до миноносца № 267. Взобравшись на его палубу, А. Н. Макаров упал в обморок. Оставшиеся в живых офицеры были арестованы. Их разделили на две группы: строевых офицеров поместили в кают-компании, а инженеров — в каюту командира корабля. К каютам были приставлены часовые. Офицерам было запрещено разговаривать между собой на каком-нибудь языке, кроме русского.
Уже позже, когда броненосец уже взял курс на Одессу, был найден и выброшен за борт врач броненосца С. Е. Смирнов. «Потёмкин» поднял сигнал, запрещающий поднимать что-либо из воды. На миноносце № 267, следующем за броненосцем, видели человека в офицерском кителе, проплывающего за бортом, но не решились ослушаться сигнала. Поверка показала, что кроме шести офицеров и судового врача были также убиты четверо матросов — во время неразберихи и беспорядочной стрельбы они были убиты выстрелами своих же товарищей.
Захват миноносца № 267
О борт и надстройку миноносца начали ударять пули от выстрелов на борту броненосца. На миноносце этот обстрел восприняли как свидетельство подавления бунта — караул и офицеры броненосца стреляют в бунтующую команду. Но тут на миноносец начали подниматься добравшиеся до него матросы и ревизор А. Н. Макаров. Командир миноносца лейтенант барон П. М. Клодт фон Юргенсбург попытался сняться с якоря и уйти, но не смог этого сделать по причине поломки якорной машины. Командир миноносца побоялся отсылать на бак матросов для починки якорной машины, так как долетающие до миноносца пули могли причинить им ущерб. Вместо этого он приказал «высучить канат», то есть отдать полностью якорную цепь и оставить её за бортом, для чего миноносец стал давать задний ход. От волнения командир не учёл, что к корме миноносца была ошвартована шлюпка, бакштов которой, ослабев, немедленно намотался на вращающийся винт, из-за чего миноносец потерял управляемость. Ветер начал относить его в сторону «Потёмкина». Время было упущено, хотя неисправности удалось устранить.
Тем временем на «Потёмкине», увидев манёвры миноносца и то, что до него доплыли некоторые из прыгнувших в воду и решив, что миноносец сможет взорвать броненосец торпедой, подняли сигналы с приказом миноносцу кормой подойти к борту броненосца и дали три предупредительных выстрела из 47-мм орудия в сторону миноносца. Командир миноносца под угрозой артиллерийского обстрела подчинился приказанию. Восставшие высадили на борт миноносца свою команду, арестовали командира и перевели его на броненосец. Впоследствии на миноносце всё время находились вооружённые представители команды броненосца, которые следили, чтобы миноносец не покинул восставших. Распространённая в советской историографии версия, что миноносец № 267 «присоединился к восстанию» не соответствует действительности.
Организация восставших. Уход в Одессу
К часу дня восстание победило. Корабль был в руках восставших. Команде был сварен новый обед. Что делать дальше, они не знали. Восставших возглавил минно-машинный квартирмейстер А. Н. Матюшенко.
На юте корабля проходил «матросский суд» над пойманными унтер-офицерами. Несмотря на требования части команды убить наиболее ненавистных им машинного кондуктора А. Г. Лесового, старшего боцмана Ф. В. Мурзака, шкипера Т. С. Зубченко, всё же большинство решило сохранить им жизнь. Ф. В. Мурзак, много лет отдавший флоту, от пережитого ужаса в первый вечер восстания вёл себя словно буйный помешанный. Его поместили в его каюту под арест, приставив к нему часового. Боцман, однако, скоро пришёл в себя, на следующее утро он, как ни в чём не бывало, по многолетней привычке обходил корабль и давал указания на работы, хотя на его должность командой был выбран другой матрос; приставленный охранять его часовой покорно ходил вслед за ним. Ещё через два дня команда назначила его старшим офицером броненосца «Потёмкин».
Удивительная история произошла со шкипером Т. С. Зубченко. Спустя несколько дней после начала восстания он бросил бутылку с письмом своей семье следующего содержания:

Православные люди!
Прошу сообщить моей дорогой жене и деткам, что я умираю не от врага, а от руки своего брата. Был два раза на смертельном одре, то есть 14 июня и 16. По милости трюмного механика Коваленко, артиллерийского кондуктора Шапорева, боцмана Мурзака я оставлен ещё на мучения и каждую минуту жду смерти, только не знаю, какова она будет. Дорогая Маруся, прошу, прости меня. Я умираю за Веру, Царя и Отечество. Крепко вас обнимаю предсмертною рукою. 19 июня 1905 года. Ответ не пиши, а похорони меня на севастопольском кладбище.
Бутылка с письмом была поймана постом крымской пограничной стражи.
Около двух часов дня было организовано собрание команды броненосца, на котором броненосец объявили «территорией Свободной России». Выступавшие руководители призывали экипаж продолжать выполнять свои повседневные служебные обязанности с не меньшим прилежанием, чем ранее. На должности офицеров собранием были выбраны лица из своей среды, командиром корабля был выбран прапорщик Д. П. Алексеев — он стал единственным офицером, который был выбран восставшими на командную должность. Старшим инженер-механиком был выбран машинный квартирмейстер С. А. Денисенко, вахтенными офицерами — фельдфебель П. Я. Курилов и строевые квартирмейстеры Ф. С. Коровянский и П. Я. Волгин, минным офицером — А. Н. Матюшенко, старшим боцманом — строевый квартирмейстер И. А. Дымченко.
Так как на Тендру ожидалось прибытие всей Черноморской эскадры, мятежному броненосцу нужно было срочно уходить оттуда. Команда приняла решение идти в Одессу — ближайший крупный порт, где можно было пополнить запасы воды, угля, продовольствия и где, как знала команда, проходила всеобщая стачка. На корабле провели большую приборку, смыв с палубы следы крови. Около четырёх часов дня броненосец «Потёмкин» и миноносец № 267 снялись с якоря. Назначенному командиром корабля Д. П. Алексееву и штурману Г. К. Гурину было заявлено, что если корабль сядет на мель, то их расстреляют. Д. П. Алексеев с неохотой приступил к выполнению обязанностей командира корабля. Восстанию он не сочувствовал, но у него не хватало смелости открыто отказать восставшим. Он заявил матросам, что согласен довести корабль только до Одессы, где сдаст его начальнику порта, а сам будет «просить Государя о помиловании». Матросы не дали ему закончить его речь. Вечером в корабельном лазарете умер раненый артиллерийский квартирмейстер Г. Н. Вакуленчук. Он стал последней, двенадцатой, жертвой первого дня восстания.
Броненосец Потёмкин и миноносец № 267 около 8 часов вечера 14 (27) июня 1905 года прибыли в охваченную всеобщей забастовкой Одессу. Поставив корабль на якорь на одесском рейде, руководители восстания собрались на совещание в адмиральской каюте. На совещании было решено пригласить на борт корабля представителей городской социал-демократической организации, для чего в город по адресам, известным восставшим, наутро были отправлены два курьера; озаботиться поиском топлива и провизии для корабля; провести в Одессе демонстративные похороны убитого офицером артиллерийского квартирмейстера Г. Н. Вакуленчука.

### 15 июня

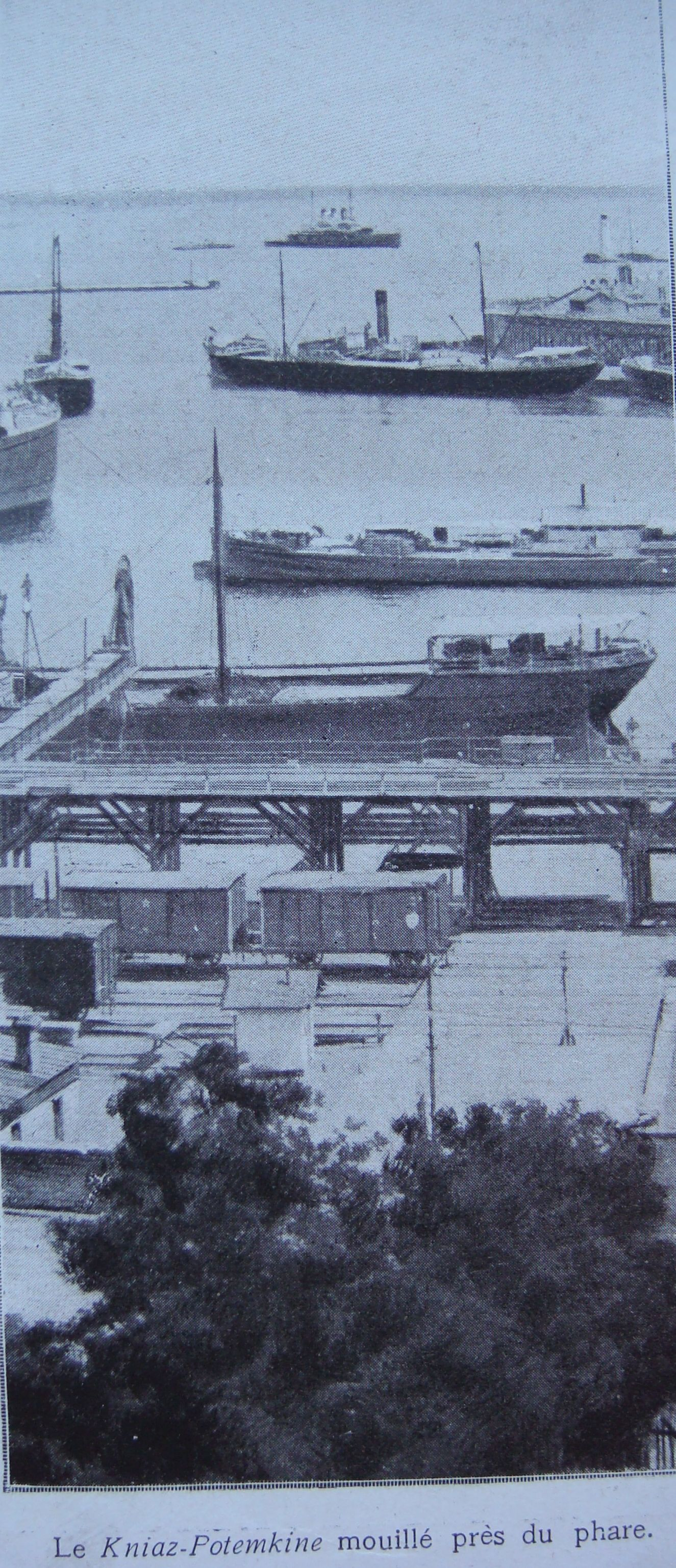
Вид Одесского порта. Чуть ниже линии горизонта, левее Воронцовского маяка, стоит на якоре броненосец «Потёмкин». По его корме — миноносец № 267

Контакты с берегом. Стихийный митинг в порту у тела умершего от ран унтер-офицера Г. Н. Вакуленчука

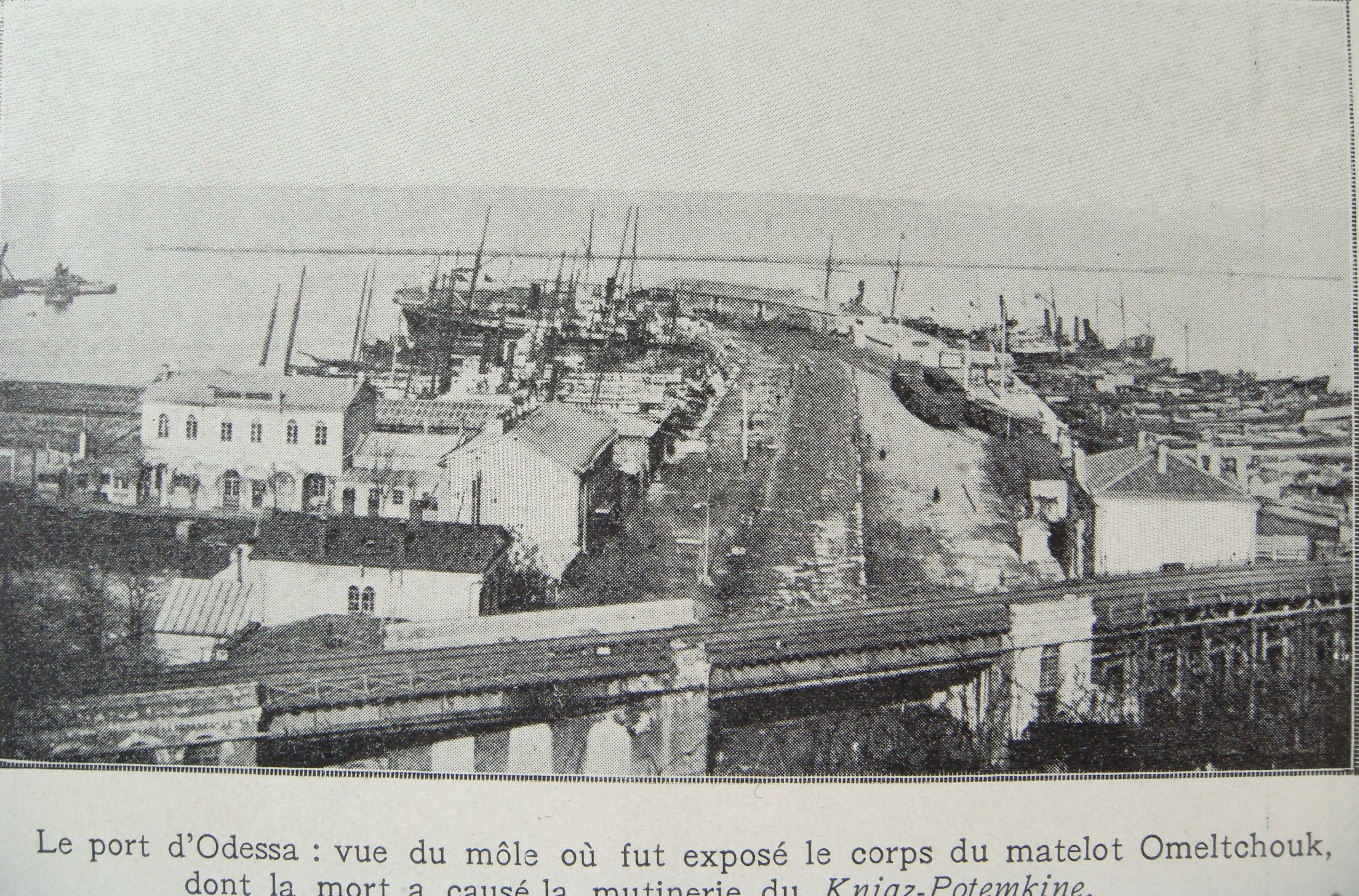
Одесский порт. Вид на Новый мол. Сюда будет доставлено тело Г. Н. Вакуленчука

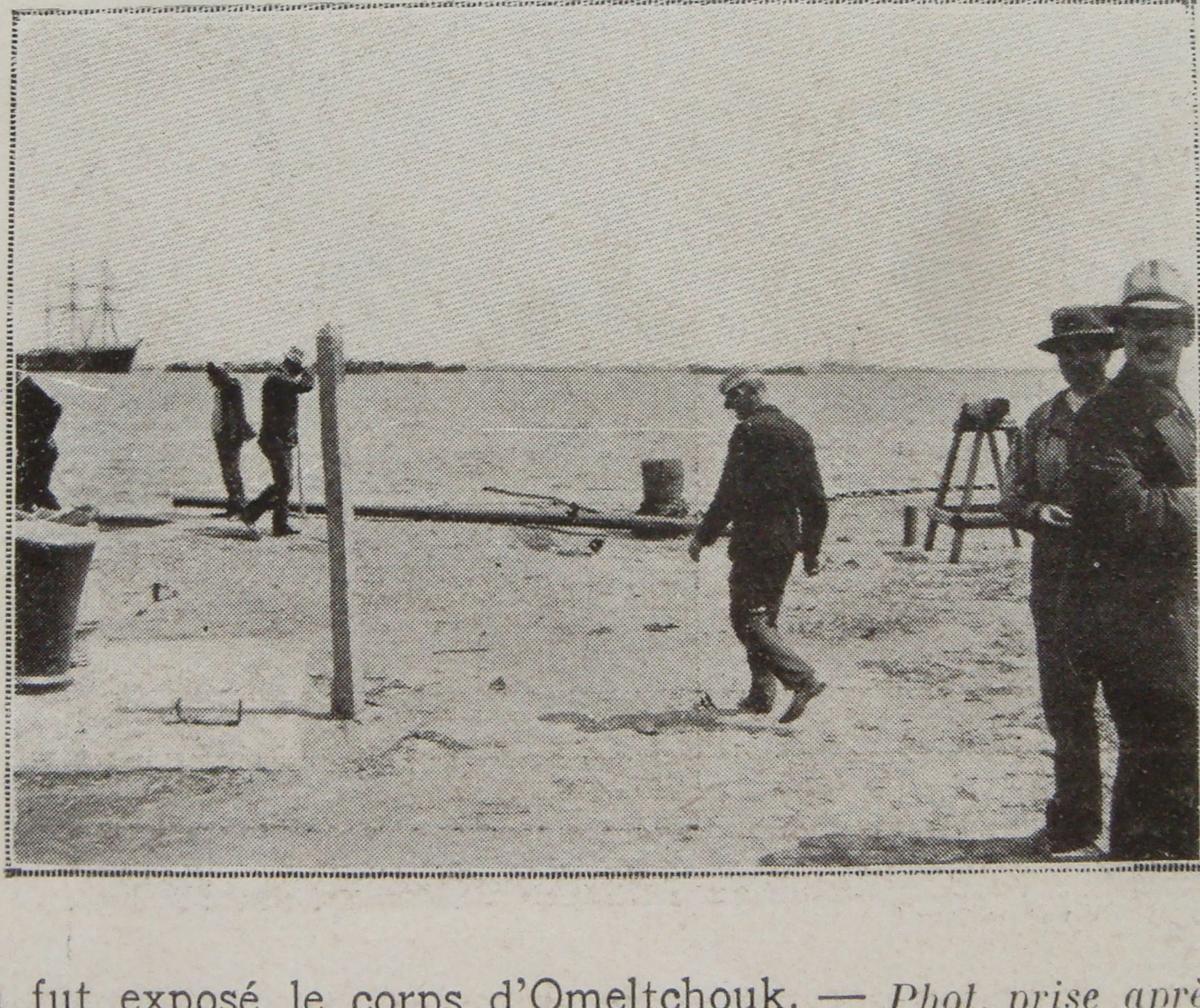
Фотография того самого места на Новом молу, где тело Г. Н. Вакуленчука было выставлено для обозрения толпы

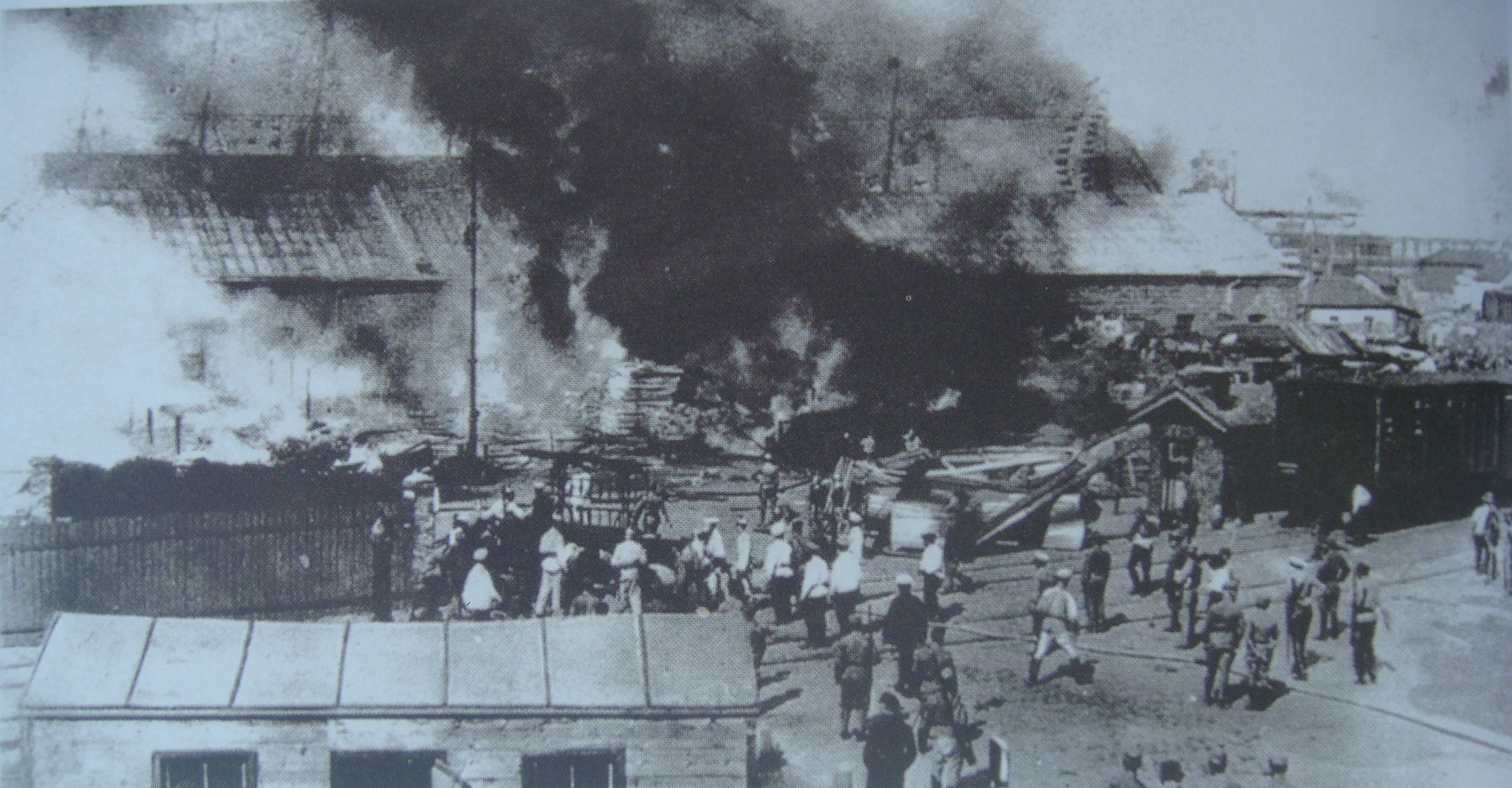
Горит Одесский порт, подожжённый погромщиками

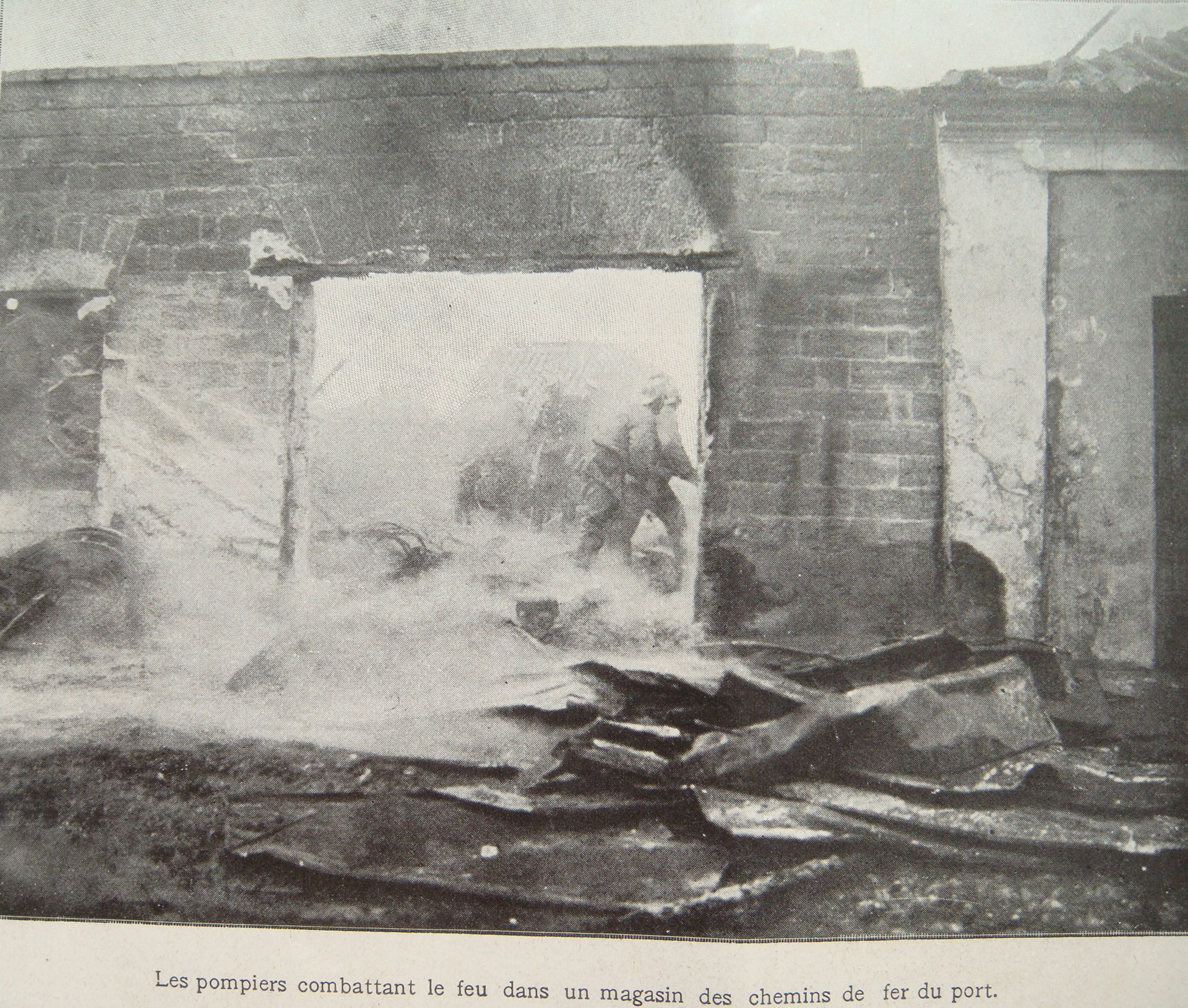
Пожарные за работой в Одесском порту

15 сего июня бесчинствующая толпа в Порту в 11 часов вечера подожгла эстакаду, а затем последовательно в 11 часов 30 минут сожгла рампы, 16 сего же июня в 1 час 15 минут ночи станцию Одесса-порт и все склады в районе упомянутой станции. Пожаром уничтожены все здания, эстакада. Остались целыми конюшенное здание новое и пост № 2. Сгорело около 100 вагонов. Войска с 2 часов ночи действовали оружием. Количество жертв пока не представляется возможным установить. Посторонняя толпа не позволяла тушить огонь только при содействии войск в 2 часа ночи приступили к тушению. Пожар продолжается.
Рапорт ротмистра Одесского жандармского полицейского управления железных дорог Делянова:97
В акватории порта «Потёмкин» захватил транспорт «Эмеранс» с грузом угля.
Около четырёх часов утра с броненосца на берег был отвезён труп Г. Н. Вакуленчука. Труп разместили на Новом молу в специально сооружённой палатке и приставили караул. На броненосец прибыли представители местных социал-демократических организаций и «Соединённой комиссии» — меньшевики А. П. Березовский, О. И. Виноградова, К. И. Фельдман и другие, большевик И. П. Лазарев (последний покинул корабль вечером того же дня и более на корабль не возвращался).
Около восьми часов утра к борту броненосца прибыла шлюпка с начальником Одесского торгового порта Герасимовым, товарищем прокурора Абрашкевичем и несколькими жандармами под командой помощника пристава портового участка Фёдорова с целью разузнать о происходящем на броненосце и причинах, приведших к восстанию команды. Восставшие матросы сначала заставили находящихся в лодке разоружиться, потребовав, чтобы те выбросили оружие за борт, а потом вообще прогнали шлюпку от броненосца. Под руководством прибывших на корабль революционеров был избран руководящий орган — «судовая комиссия» — прообраз придуманных уже в 1917 году «ревкомов». В состав комиссии было избрано около тридцати матросов, в том числе не являющиеся членами экипажа одесские социал-демократы. Они составили обращения восставших к войскам гарнизона и к гражданам Одессы с призывами поддержать восстание. Одесской группой при ЦК РСДРП эти воззвания были размножены в виде листовок и распространялись по городу. Начавшуюся перегрузку угля с борта «Эмеранс» на броненосец поддержали грузчики Одесского порта — около трёхсот человек бесплатно помогало матросам «Потёмкина» перегружать уголь.
С самого утра в порту начала собираться толпа, полиция ввиду своей малочисленности не смогла предотвратить начавшегося стихийного митинга над телом убитого, а к 10 часам утра и вовсе покинула порт. Когда до команды броненосца дошли вести, что прибывающие под порт войска намереваются разогнать этот митинг, в 11 часов 21 минуту на мачте был поднят сигнальный флаг «Наш», означающий готовность к артиллерийской стрельбе — таким образом восставшие хотели предупредить сухопутное командование, что откроют артиллерийский огонь по городу, если те попробуют применить силу против народа. Этот же сигнальный флаг поднимался за время восстания на броненосце ещё дважды — на следующий день при обстреле Одессы, 23 июня (6 июля) 1905 года при подготовке обстрела Феодосии. Политический подтекст этому событию («красное знамя революции») был дан сторонними наблюдателями в контексте происходивших в тот момент в Одессе революционных событий, а позже, уже в советское время, произошло полное отождествление сигнального флага красного цвета, поднятого на броненосце, с красным знаменем революции.
Когда к полудню по приказу командующего Одесским военным округом в город из лагерей были введены два пехотных: 274-й Ставучанский из Бендер и 133-й Симферопольский из Екатеринослава — и 8-й Донской казачий полки, в порту уже собралось до пяти тысяч человек. Войскам было приказано окружить порт, перекрыть все выходы из него и никого не впускать и не выпускать из него, руководствуясь мнением, что в порту собрались все «неблагонадёжные элементы», и поэтому уберечь город от беспорядков можно будет, изолировав этот неблагонадёжный элемент в порту. В сам порт войскам было приказано не входить, так как стало известно об угрозе броненосца открыть стрельбу по войскам, если они начнут действовать против собравшихся в порту людей.
Текст записки, которая лежала на груди убитого во время прощания с телом в Одесском порту:

Одесситы, перед вами лежит труп зверски убитого старшим офицером броненосца «Князь Потёмкин Таврический» матроса Вакуленчука за то, что осмелился заявить, что борщ никуда не годится. Товарищи, осеним себя крестным знамением и постоим за себя! Смерть вампирам, да здравствует свобода! Команда броненосца «Князь Потёмкин Таврический». Один за всех и все за одного. Ура! Ура! Ура!
— Цитируется по газете «Одесские новости»:95
Находящиеся на борту броненосца одесские социал-демократы пытались склонить судовую комиссию к решению о высадке десанта в Одессу и захвате ключевых объектов города, но судовая комиссия приняла решение не разбивать команду на части, а в полном составе экипажа ждать прихода эскадры, с которой, возможно, придётся вести бой. В 18:15 портовое судно «Веха», только что прибывшее в Одессу и не имевшее сведений о происходящем, было захвачено восставшими матросами. Все офицеры судна во главе с полковником П. П. Эйхеном были арестованы. «Веху» начали переоборудовать в госпитальное судно на случай боя с эскадрой.
В 9 часов вечера судовая комиссия приняла решение в случае встречи с эскадрой первыми огня не открывать, но, если эскадра нападёт на «Потёмкин», дать ей бой. Все арестованные офицеры судна «Веха» были отпущены в Одессу, арестованных офицеров броненосца и миноносца было решено отпустить в Одессу на следующее утро. С наступлением темноты в ожидании эскадры была сыграна боевая тревога. Каждому орудию было выделено по шесть снарядов, торпедные аппараты приведены в готовность, матросы легли спать на боевых постах, всю ночь воды вокруг броненосца освещали прожекторами.
Реакция на известия о восстании городских и центральных властей
Первым в Петербург о восстании уже утром 15 (28) июня 1905 год сообщил Министру внутренних дел начальник Одесского охранного отделения М. П. Бобров. Его доклад основывался на рассказе о произошедшем молодого матроса М. Ф. Хандыги, которому на вёсельной лодке удалось бежать с борта миноносца № 267, на котором он прятался весь переход с Тендровской косы до Одессы. Телеграмма М. П. Боброва была немедленно передана Николаю II, который записал в дневнике: «Получил ошеломляющее известие из Одессы о том, что команда пришедшего туда броненосца „Князь Потёмкин-Таврический“ взбунтовалась, перебила офицеров и овладела судном, угрожая беспорядками в городе. Просто не верится!» и направил командующему Одесским военным округом телеграмму следующего содержания: «Примите немедленно самые жестокие, решительные меры к подавлению восстания как на „Потёмкине“, так и среди населения порта. Каждый час промедления может в будущем обернуться потоками крови».
Сообщения о восстании на «Потёмкине» были получены всеми основными правительственными органами и везде произвели удручающее впечатление. События напоминали начало полномасштабной гражданской войны. Председатель кабинета министров С. Ю. Витте назвал произошедшее «баснословным». Великий князь Константин Константинович записал в дневнике: «Ужасы, невероятные известия из Одессы. Это — полная революция!».
Одной из первых предпринятых мер стало ужесточение цензуры: начальник Главного управления по делам печати Министерства внутренних дел Н. А. Зверев 15 (28) июня 1905 год направил в цензурные комитеты циркуляр, фактически запрещающий пропуск в печать упоминаний о беспорядках в Одессе и восстании на «Потёмкине». Запрет действовал до 21 июня (4 июля) 1905 год, и в этот период многие российские газеты выходили с пустыми колонками, а одесские газеты не выходили вовсе, частные письма с упоминаниями о событиях не пропускались, информация, поступающая в Россию от иностранных корреспондентов, передающих заграничные сообщения об этих событиях, также не пропускалась.
В то время как центральные власти в силу удалённости от места событий питались слухами и жили догадками о произошедшем и его причинах, одесские власти находились в полной растерянности. Как только стало известно, что прибывший на рейд Одессы броненосец находится в руках восставших, растерявшийся Одесский градоначальник Д. Б. Нейдгард передал все свои властные полномочия начальнику Одесского военного округа С. В. Каханову. Тот в свою очередь назначил комендантом Одессы бригадного командира К. А. Карангозова (с 19 июня (2 июля) 1905 год был назначен Временным генерал-губернатором Одессы и Одесского градоначальства). Городской голова П. А. Крыжановский по стечению обстоятельств в городе в эти дни отсутствовал:102, исполняющий его обязанности К. Э. Андреевский 16 (29) июня 1905 год послал в Морское и Военное ведомства паническую телеграмму, в которой «покорнейше просил» адресатов о принятии «экстренных и действительных мер для обеспечения жизни и имущества граждан города Одессы».
Погром в Одесском порту
Постепенно ситуация в порту начала изменяться к худшему. Прибывшие с утра в порт жители близлежащих благополучных районов, интересовавшиеся и сочувствующие происходящему на восставшем корабле, постепенно покидали порт, на их место пришла тёмная толпа с окраин, которой двигали в основном низменные инстинкты. Преступные элементы, пользуясь отсутствием в порту полиции и войск, начали грабить товары на складах, разбивать бочки с водкой и вином. В порту начались пожары. Войска, опасаясь обстрела со стороны броненосца, продолжали держать оцепление по периметру порта, не пропуская в порт новые толпы и никого не выпуская из порта. В самом порту погромы, чинимые проникшими туда ранее, никто не останавливал. Только с наступлением темноты войска, окружавшие порт, начали приступ, обстреливая толпы, пытающиеся покинуть порт. Были убиты и ранены сотни человек. Офицеры докладывали, что по войскам из толпы так же вёлся револьверный огонь, который по большей части был безвредным из-за значительной дистанции между войсками и стрелявшими. Газета «Одесские новости» напечатала свидетельство жены портового стрелочника: «…поздно ночью пошли они по порту: разграбят амбар, польют керосином, зажгут его и идут дальше. Пароходы, баржи, всё жгли. Дошли до моей хаты, один размахнулся, хотел полить керосином, да другой говорит: „Не тронь, тут сторож живёт, сам бедный“. Да спасибо молодёжь откуда-то появилась, студенты, евреи. Они и помогли нам вытащить вещи на берег да упросили не трогать нас»:99—100.
Оценки числа жертв во время беспорядков в Одесском порту 15—16 июня
События идут с головокружительной быстротою. Забастовки, имевшие до сих пор в Одессе мирный характер, приняли 13 июня небывалое боевое настроение и выразились в целом ряде столкновений — рабочих с войсками и полицией. Начались столкновения 13 июня на Пересыпи. В тот же день вечером толпа на Пересыпи остановила движение поездов как конных, так и паровых, курсирующих на лиман. На другой день настроение населения, в особенности рабочих кварталов, сделалось ещё более напряжённым. Толпа заполнила центральные улицы, заставляя закрывать магазины и мастерские и приостанавливая движение конки. В некоторых местах были устроены баррикады из перевёрнутых вагонов конок, омнибусов, досок, кирпичей, камней и т. п., которые таскали из мест, где производятся постройки. В половине десятого вечера того же дня на Соборной площади, недалеко от собора, раздался взрыв динамитной бомбы, брошенной в городового Павловского, который хотел арестовать молодого человека, нёсшего бомбу; от городового осталась бесформенная масса. Сам же молодой человек, бросивший бомбу, скончался на руках врача «скорой помощи»… Но особенного напряжения достигло состояние населения 15-го утром. Город почти опустел. Всё время порядок в городе и в гавани ничем не нарушался. Только после полудня, когда масса рабочих, находившихся в порту с раннего утра, разошлась по домам, — возле пакгауза Нового Мола стала хозяйничать дикая толпа тёмных и бессознательных отбросов, пьяных босяков, воров и других любителей лёгкой наживы, сбегавшихся со всех концов города. С 5 часов вечера начался грабёж пакгаузов РО и РОПиТ. Начали с бочек с вином, которые быстро были разбиты, и вино полилось широкой рекой. Толпа быстро хмелела. Много чернорабочих до того перепились, что замертво сваливались у зданий пакгаузов. К 9 часам вечера толпа пьяных подростков стала зажигать ракеты и фальшфейера. Быстро загорались тюки хлопка, и через несколько минут огромные пакгаузы пылали, отбрасывая в тихое, ясное небо столбы дыма и огня. Приехал пожарный обоз Бульварного участка, но был осыпан градом лимонов, апельсинов и других предметов. Пожарные принуждены были отретироваться, и пламя беспрепятственно разлилось широким потоком по берегу гавани в сторону Пересыпи. Вскоре пылали склады, мастерские, баржи, несколько пароходов, портовая Николаевская церковь, эстакада. Огонь подбирался к мастерским РОПиТ и газовому заводу. Но усиленные отряды войска, находившиеся в этих местах, не дали огню распространиться дальше. Все выходы в порт были заняты усиленными патрулями войск. На бульваре и возле памятника Екатерине II стояли казаки, которые разгоняли толпу. В этом месте была брошена бомба, взрыв которой ранил несколько казаков. Сгорели три парохода Российского общества (РО) и два парохода РОПиТ, нагруженные товарами… С утра 17 июня начались похороны найденных трупов чернорабочих и других неизвестных лиц, сгоревших и убитых в районе порта.
В советской историографии число жертв беспорядков в Одесском порту было сильно завышено. Назывались цифры в 1260 и даже в 1500 погибших. Но эти цифры, надо полагать, являлись суммированием и убитых, и раненых. По официальным данным российского правительства во время беспорядков в порту погибло и было ранено 123 человека. Эти данные наверняка были занижены. Реальное число пострадавших, несомненно, исчислялось сотнями.
В рапорте одесского полицмейстера градоначальнику Одессы, составленном 17 (30) июня 1905 год, были приведены следующие цифры о количестве убитых во время событий в порту: со стороны гражданских лиц всего убито 57 человек, из них установлены личности 14. Десять трупов полностью сгоревших. Со стороны правительственных сил убиты один городовой и один солдат. 20 июня (3 июля) 1905 год полицмейстер подал градоначальнику рапорт о числе лиц, похороненных на одесских кладбищах в результате беспорядков — к дате подачи рапорта были похоронены 32 человека:101.
В справке одесского врачебного инспектора одесскому градоначальнику сообщалось, что на 21 июня (4 июля) 1905 год в одесских больницах находились 80 раненных в результате беспорядков:102.

### 16 июня

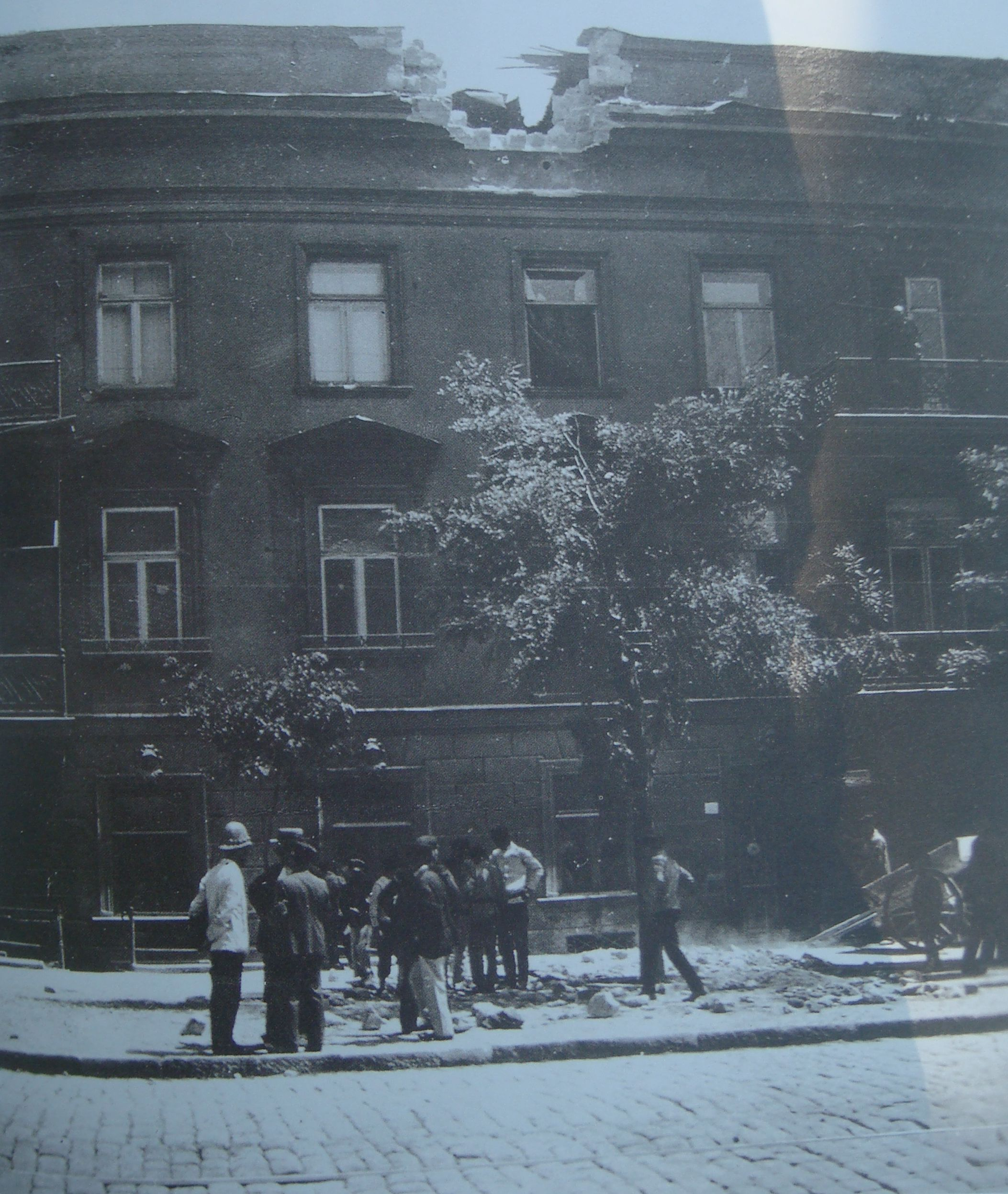
Одним из снарядов, выпущенных броненосцем, был разрушен чердак доходного дома Фельдмана, улица Нежинская 71, угол Спиридоновской

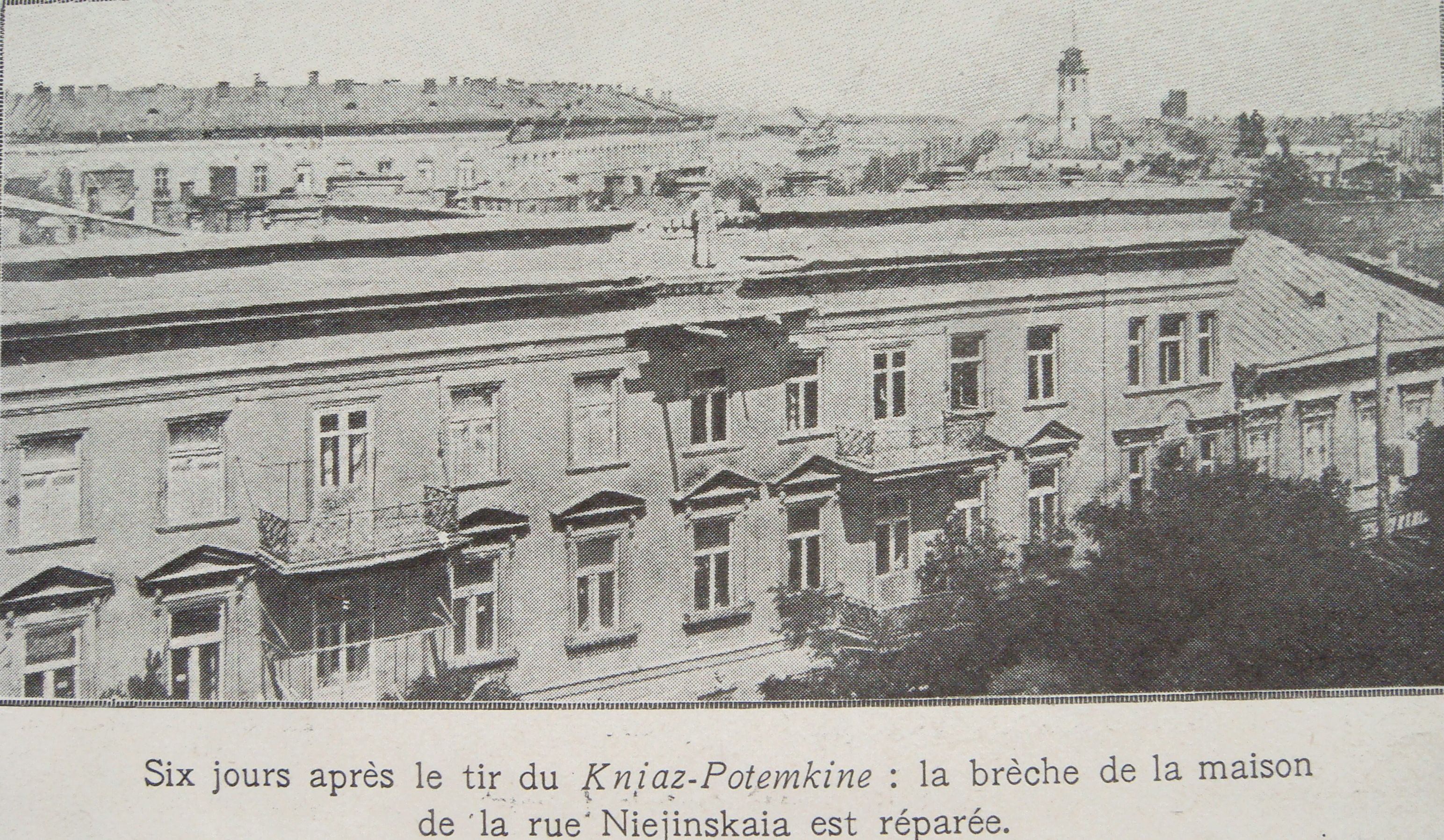
Вид этого же дома с другого ракурса. Строительный рабочий устраняет повреждения

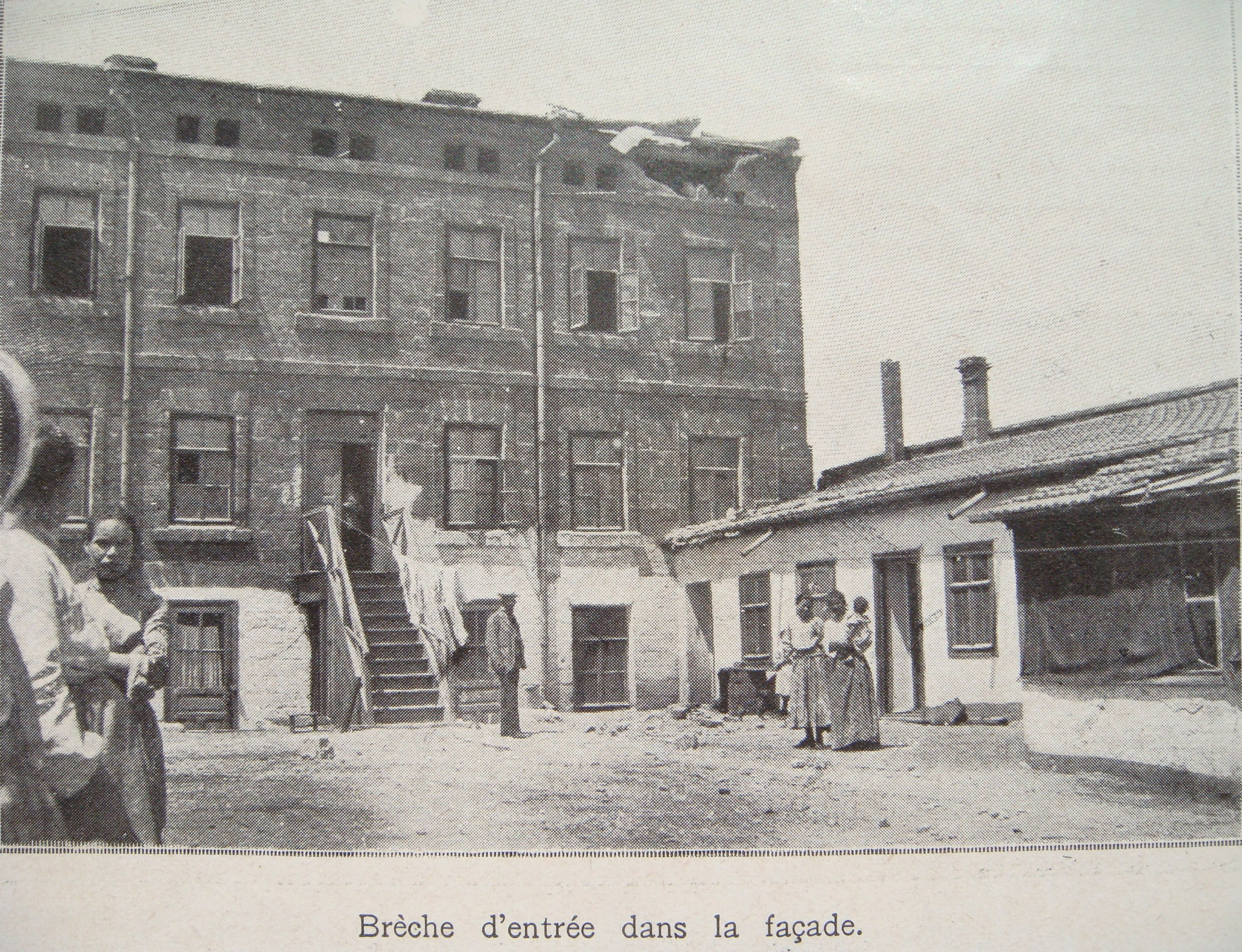
Другой снаряд попал в дом Стрепетова на Бугаёвской улице…

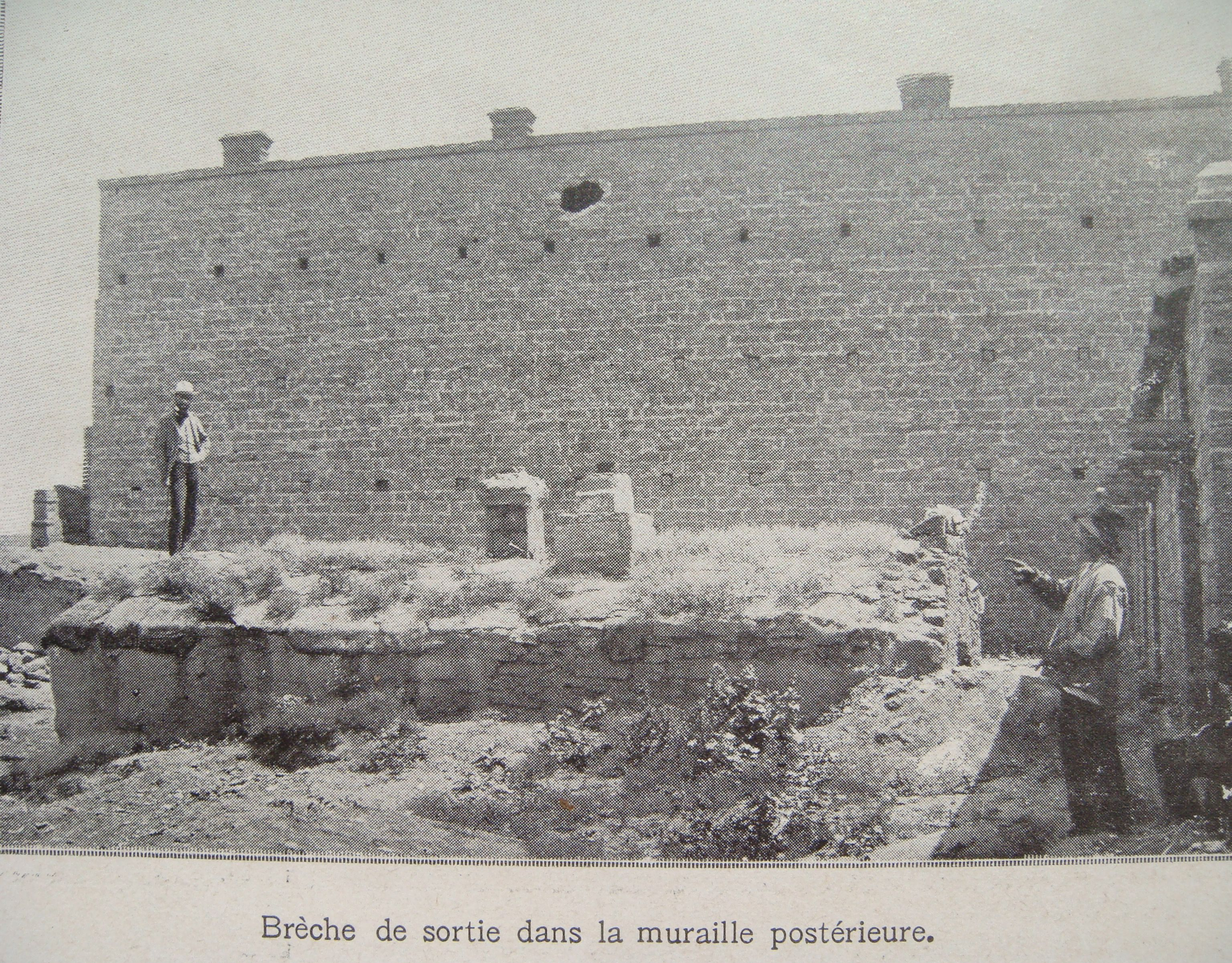
… и пробил дом насквозь

Николай Второй примерно в 3 часа ночи объявил Одессу, Одесское градоначальство и Одесский уезд на военном положении. 16 (29) июня 1905 года об этом было доведено до сведения населения путём расклейки на улицах города плакатов:99. Во второй половине дня военное положение было объявлено в Севастопольском и Николаевском градоначальствах.
Похороны унтер-офицера Вакуленчука
Около 9 часов утра восставшие матросы освободили и отправили на берег всех арестованных офицеров, кроме прапорщика Д. П. Алексеева, которому судовой комиссией было назначено исполнять обязанности командира корабля. Два офицера — поручик А. М. Коваленко и подпоручик П. В. Колюжнов остались на восставшем броненосце добровольно. Присоединился к восставшим и младший врач А. С. Голенко. Младшие командиры броненосца — унтер-офицеры, боцманы и прочие были освобождены из-под ареста, и им было приказано исполнять их обычные обязанности под угрозой смерти, если они попробуют предпринять какие-либо действия против восставших.
В 9 часов утра к командованию Одесского военного округа была отправлена делегация матросов для получения разрешения на похороны Г. Н. Вакуленчука. В ходе переговоров разрешение на похороны было получено. В 2 часа дня на берег были отправлены двенадцать невооружённых матросов в качестве почётного караула во время похорон. При возвращении с похорон почётный караул матросов был обстрелян армейским патрулём — двое матросов было убито, трое арестовано.
Советская историография описывала похороны как мощную революционную демонстрацию, в которой, по воспоминаниям К. И. Фельдмана, принимало участие «тридцать тысяч одесских рабочих». Схожие воспоминания оставили о похоронах другие участники восстания. В официальных документах о восстании, однако, похороны Г. Н. Вакуленчука либо не упомянуты вообще, либо пишется о «толпе», следовавшей за гробом. Брат писателя В. Г. Короленко, И. Г. Короленко, наблюдавший за похоронной процессией с балкона его одесской квартиры, писал в письме к первому, что за гробом следовало несколько десятков человек.
Обстрел города и уход в море
Броненосец неожиданно для правительственных сил дал три холостых «траурных» выстрела в память о Г. Н. Вакуленчуке и два выстрела из 6-дюймовых орудий боевыми снарядами по городу — вожаки восстания позднее уверяли, что хотели попасть в дома градоначальника и командующего войсками, но промахнулись, — направлявший орудия сигнальщик якобы нарочно дал неверный прицел. Один снаряд поразил чердак жилого дома в центральной части города, но жертв по счастью не было, второй — пролетел на окраину города, насквозь пробив дом Стрепетова на Бугаёвской улице, он не разорвавшись упал на территории сахарного завода Бродского. После обстрела началось бегство состоятельной части населения из Одессы:101.
С. В. Каханов между тем продолжал стягивать в Одессу дополнительные воинские части. В город были введены артиллерийская часть, пять эскадронов драгун (23-й драгунский Вознесенский полк из города Бельцы) и ещё четыре пехотных полка. К 17 (30) июня 1905 года общая численность войск в Одессе достигла 14 тыс. человек — четверть от общего числа войск в Одесском военном округе. Артиллерия была размещена на ведущих к порту улицах с приказом в случае, если броненосец попытается приблизиться к порту, открывать огонь шрапнелью по его палубам. С улицы Ланжероновской были выселены все жители. Делегация матросов с восставшего броненосца, явившаяся в 9 часов вечера к командующему Одесским военным округом с требованием всему военному и гражданскому начальству Одессы явиться на броненосец для переговоров с восставшими, не была принята. После того как радистами «Потёмкина» были перехвачены радиосообщения между кораблями направляющейся к Одессе эскадры, раненые и больные матросы были переведены на судно «Веха», которое было переоборудовано в госпитальное.
Реакция В. И. Ленина на восстание на броненосце
Уже 15 (28) июня 1905 года секретарь Одесского комитета РСДРП(б) С. И. Гусев направил в Женеву В. И. Ленину письмо, в котором информировал о прибытии броненосца под управлением мятежной команды в Одессу и об открытии для революционеров уникальной возможности захватить в городе власть в свои руки и создать Временное революционное правительство.
В. И. Ленин узнал о происходящем в Одессе из газет. 17 (30) июня 1905 год он направил в Одессу своего курьера — большевика М. И. Васильева-Южина — с инструкциями по расширению масштабов восстания, напутствуя его перед отправлением такими словами:

— Задания очень серьёзные. Вам известно, что броненосец «Потёмкин» находится в Одессе. Есть опасения, что одесские товарищи не сумеют как следует использовать вспыхнувшее на нём восстание. Постарайтесь во что бы то ни стало попасть на броненосец, убедите матросов действовать решительно и быстро. Добейтесь, чтобы немедленно был сделан десант. В крайнем случае не останавливайтесь перед бомбардировкой правительственных учреждений. Город нужно захватить в наши руки. Затем немедленно вооружите рабочих и самым решительным образом агитируйте среди крестьян. На эту работу бросьте возможно больше наличных сил одесской организации. В прокламациях и устно зовите крестьян.
Ленин инструктировал действовать решительно, смело, быстро и сделать всё, чтобы захватить остальной флот. Он был уверен, что большинство команд примкнёт к «Потёмкину». Он намеревался лично присоединиться к восстанию в случае его успеха и проинструктировал прислать в таком случае миноносец за ним в Румынию. Его курьер опоздал, прибыв в город 20 июня (3 июля) 1905 год, что наверняка спасло город от более масштабных военных действий:102.

### 17 июня
Выход в море

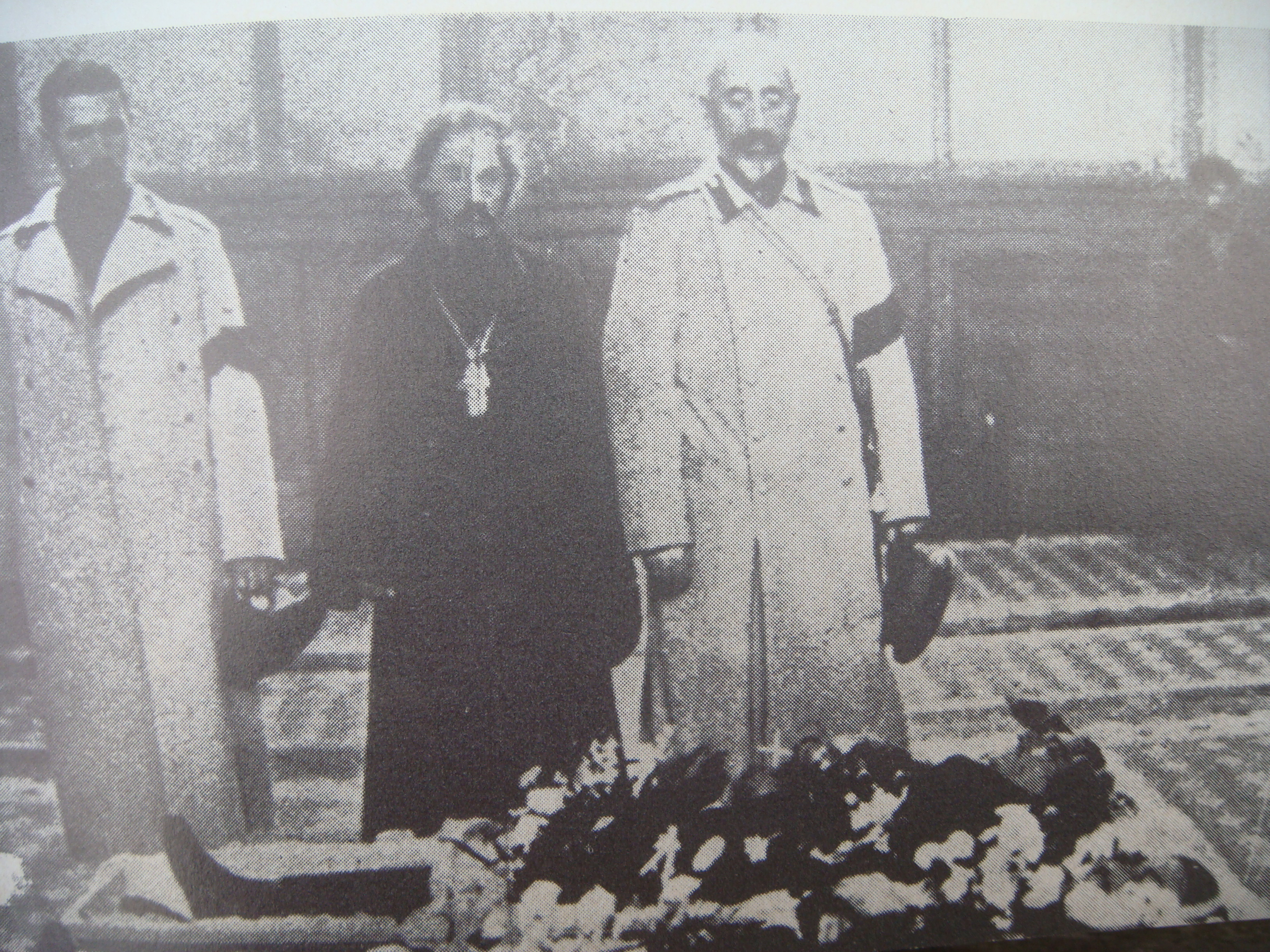
Отпевание убитых офицеров корабля

В 6 часов утра броненосец «Потёмкин» приготовился к походу. Ещё чуть раньше на захваченном в порту буксире «Смелый» матросы с «Потёмкина» вышли в море на разведку в поисках приближающейся эскадры.
Встреча с Черноморской эскадрой. «Немой бой»
Примерно в 8 часов 20 минут на «Потёмкине» обнаружили приближающуюся 16-узловым ходом эскадру под командованием Ф. Ф. Вишневецкого. В 8 часов 40 минут «Потёмкин» снялся с якоря и пошёл навстречу эскадре. Около 9 часов утра эскадра адмирала Ф. Ф. Вишневецкого отвернула от идущего с ней на сближение «Потёмкина» и стала уходить от него в открытое море. Примерно в 10 часов утра корабли эскадры Ф. Ф. Вишневецкого встретились с кораблями эскадры А. Х. Кригера. Объединённые силы повернули обратно к Одессе, имея намерение атаковать мятежный броненосец. На «Потёмкине» обнаружили объединённые силы флота и приготовились к бою и гибели.
В 12 часов 20 минут восставший корабль встретился в море с объединённой эскадрой под командованием адмирала А. Х. Кригера. Броненосец «Потёмкин» прошёл сквозь строй эскадры, корабли разошлись без открытия огня. В 12 часов 50 минут броненосец «Потёмкин» развернулся и вторично прошёл сквозь корабли эскадры, при этом к восставшему броненосцу присоединилась команда броненосца «Георгий Победоносец».
Восстание на броненосце «Георгий Победоносец»
Примерно в 1 ½ пополудни для адмирала А. Х. Кригера стало совершенно ясно, что команда броненосца «Георгий Победоносец» отказывается выполнять команды своих офицеров и присоединилась к восстанию. Не желая более подвергать риску настроения команд остальных кораблей эскадры, он приказал «больше ходу» и взял курс на Тендровскую косу. Два восставших броненосца взяли курс на Одессу. С «Потёмкина» на «Победоносец» была высажена караульная партия вооружённых матросов для помощи в захвате власти на броненосце. К 5 часам дня оба броненосца пришли на одесский рейд и встали на якоря.
Наблюдавшие «немой бой» с берега военные ничего не могли понять в происходившем — книги свода морских сигналов в Одесском военном округе отсутствовали, поднимаемые кораблями сигналы оставались для армейского командования полной загадкой. Морское ведомство не посчитало нужным сообщить сухопутному командованию о переходе «Георгия Победоносца» на сторону восставших, последнее посчитало, что «Потёмкин» сдался «Победоносцу».

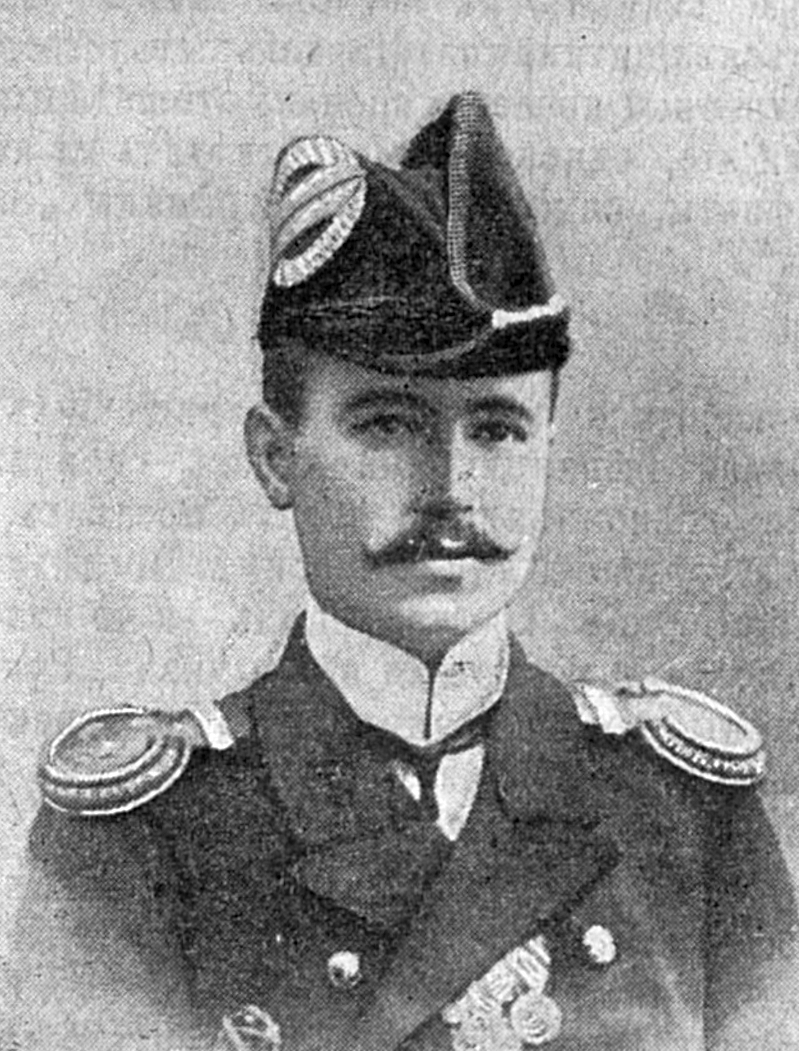
Лейтенант броненосца «Георгий Победоносец» Григорков К. К.

В отличие от «Потёмкина», восстание на «Победоносце» не сопровождалось избиением офицеров — их всех (кроме лейтенанта К. К. Григоркова, закончившего жизнь самоубийством) ещё при подходе к Одессе посадили в шлюпку и на буксире миноносца № 267 отправили на берег, высадив в семи милях восточнее Одессы. Высадившиеся на берег в районе села Дофиновка офицеры с «Георгия», полагавшие, что Одесса находится в руках революционеров, ушли в Николаев.
Судовая комиссия «Потёмкина» провела совместное совещание с представителями команды «Георгия Победоносца», на котором было принято решение о проведении совместных действий и о выборах на «Победоносце» судовой комиссии по примеру «Потёмкина».
Попытка торпедировать восставшие броненосцы
Около 7 часов вечера, находясь в районе Тендровской косы и проведя совещание с командирами, адмирал А. Х. Кригер принял решение, ввиду ненадёжности команд эскадры, вернуться на главную базу флота в Севастополь и оттуда послать специально сформированный отряд миноносцев для потопления восставших кораблей. Пока что в Одессу был направлен миноносец № 272 для попытки атаки броненосцев.
Получив радиограмму от адмирала А. Х. Кригера о том, что к восставшим направлен миноносец № 272 для переговоров о сдаче, судовая комиссия «Потёмкина» приняла решение не подпускать к себе миноносец № 272. Когда около 9 часов вечера тот появился на одесском рейде и предложил вступить с ним в переговоры, броненосец «Потёмкин» ответил ему «Никогда, никогда». Миноносец № 272 не решился предпринимать какие-либо действия против восставших кораблей и отступил.

### 18 июня

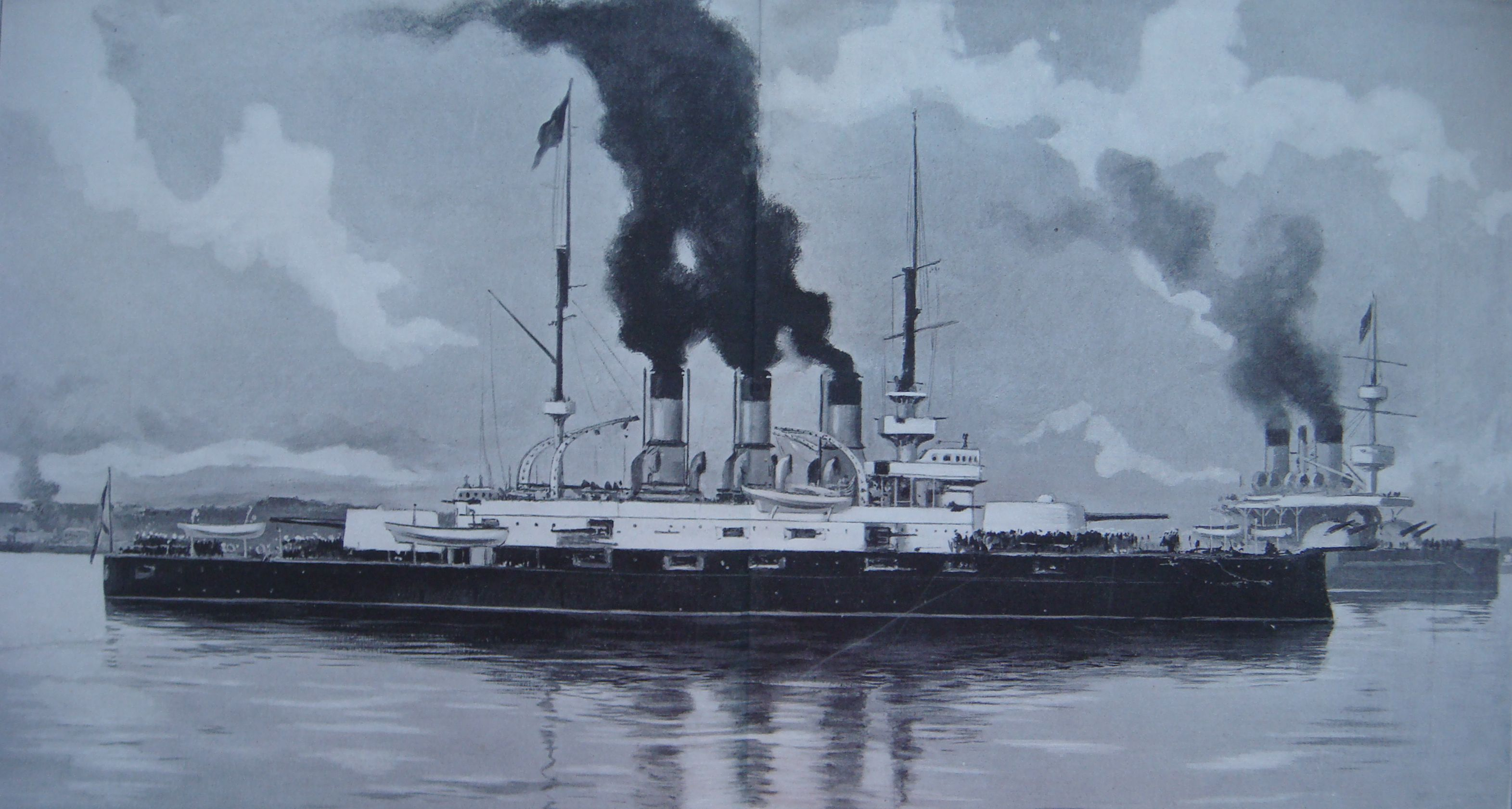
Картина, изображающая восставшие броненосцы «Князь Потёмкин-Таврический» и «Георгий Победоносец» (справа) на Одесском рейде

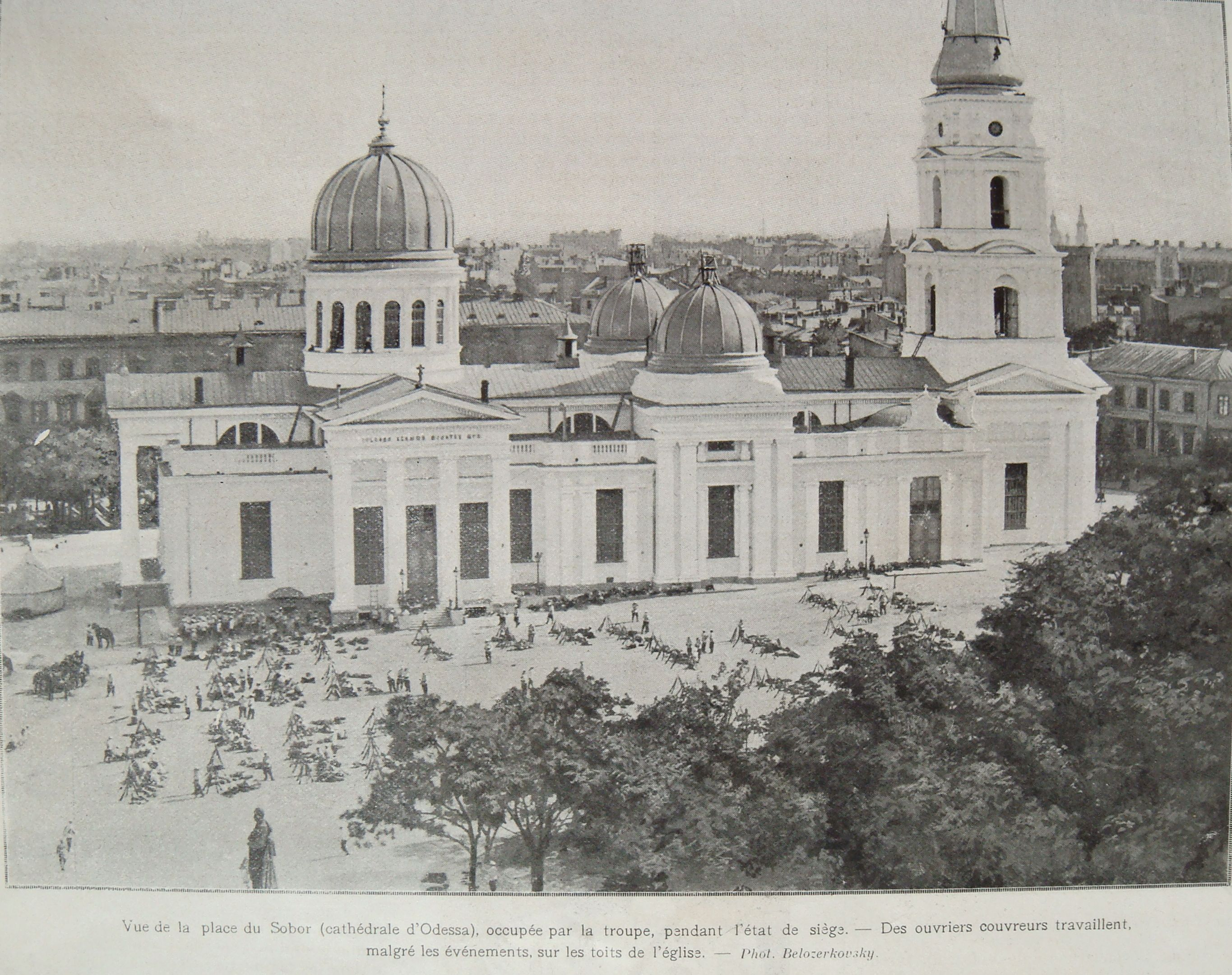
Соборная площадь Одессы в дни восстания. На площади лагерь правительственных войск

Утром команда броненосца «Потёмкин» захватила в Одесском порту транспорт «Пётр Регир» с грузом угля. Судно было ошвартовано к броненосцу и из его трюмов начата перегрузка угля на броненосец.
В Одессе на территорию порта вошли войска. Командующий войсками Одесского военного округа издал приказ, запрещающий уличные сборы более двадцати человек в одном месте с уведомлением, что войска будут открывать огонь по нарушителям без предупреждения. Состоялось заседание Одесской городской думы, посвящённое борьбе с восставшими кораблями. Городская дума просила военные власти предпринять самые решительные меры против бунтовщиков для защиты города и имущества его жителей.
Находящиеся на броненосце представители революционных партий со своей стороны написали от имени восставшего экипажа второе обращение к командующему Одесским военным округом, в котором требовали вывода правительственных войск из Одессы, вооружение народа, установления народоправства, освобождения всех политических заключённых и доставки на борт броненосца угля и провизии.
События в Севастополе
В Севастополе под влиянием новостей с моря становилось неспокойно: волнения произошли среди военнослужащих минной и сапёрной рот, крепостного пехотного батальона. Команда броненосца «Екатерина II» на тайной сходке приняла решение присоединиться к восстанию. Заговор, однако, был тут же раскрыт, зачинщики арестованы, команда списана на берег, сам корабль разоружён.
Командованием были приняты чрезвычайные меры по защите Севастополя с моря: потушены Инкерманские створные огни; в море высланы в дозор миноносцы, которые были разбиты на два отряда: первый расположился в пяти милях от порта, ему было приказано останавливать все суда и проверять их на предмет наличия на них восставших, второй отряд находился в двух милях от порта и должен был проводить повторный досмотр тех же самых судов; приведены в готовность батареи береговой артиллерии; несколько тысяч запасных призывов 1896—1898 годов, закончившие срок службы, но удерживаемые на флоте «ввиду обстоятельств военного времени» и являющиеся самым опасным с точки зрения благонадёжности элементом, были срочно уволены в «особый отпуск». Севастопольская буржуазия, опасаясь как появления восставшего броненосца в главной базе флота, так и восстания самой базы, начала покидать город.
Переход «Георгия Победоносца» на сторону правительства
Между тем к 3 часам пополудни на «Георгии» начали брать верх младшие офицеры и та часть команды, что отказывалась бунтовать, которые настаивали на сдаче властям прямо в Одессе или возвращении в Севастополь. Опасность для одумавшейся команды «Георгия» в тот момент представлял революционный «Потёмкин». Пользуясь тем обстоятельством, что «Потёмкин» продолжал принимать уголь с ошвартованного к нему судна «Пётр Регир», корпус которого заслонил артиллерию «Потёмкина», броненосец «Георгий Победоносец» снялся с якоря, объявив по семафору, что уходит в Севастополь. Но на самом деле, проследовав мимо «Потёмкина», «Георгий» бросил якорь между ним и одесским берегом, таким образом как бы защищая последний от пушек «Потёмкина», и около 5 часов дня сдался властям. Теперь уже «Георгий Победоносец» представлял угрозу для «Потёмкина». На «Потёмкине» началась паника: часть команды требовала открыть огонь по «изменнику», часть призывала последовать его примеру, но большинство приняло решение уходить из Одессы. В 8 часов вечера броненосец «Потёмкин» в сопровождении миноносца № 267 и портового судна «Веха» покинул одесский рейд. Судовая комиссия приняла решение следовать в румынскую Констанцу.
«Георгий Победоносец» между тем был окружён баркасами с войсками. На борт броненосца поднялись караульные команды и начальник штаба Одесского военного округа генерал Д. Н. Безрадецкий. К 7 часам вечера корабль находился под контролем войск, верных правительству.
Экипаж судна «Веха», не желая бунтовать, имея на борту больных и раненых матросов «Потёмкина», воспользовался наступлением темноты и ухудшением видимости и отстал от броненосца. Кондукторы повели судно на Очаков, куда оно прибыло в 4 часа утра 19 июня (2 июля) 1905 года и сдалось властям.

### 19 июня

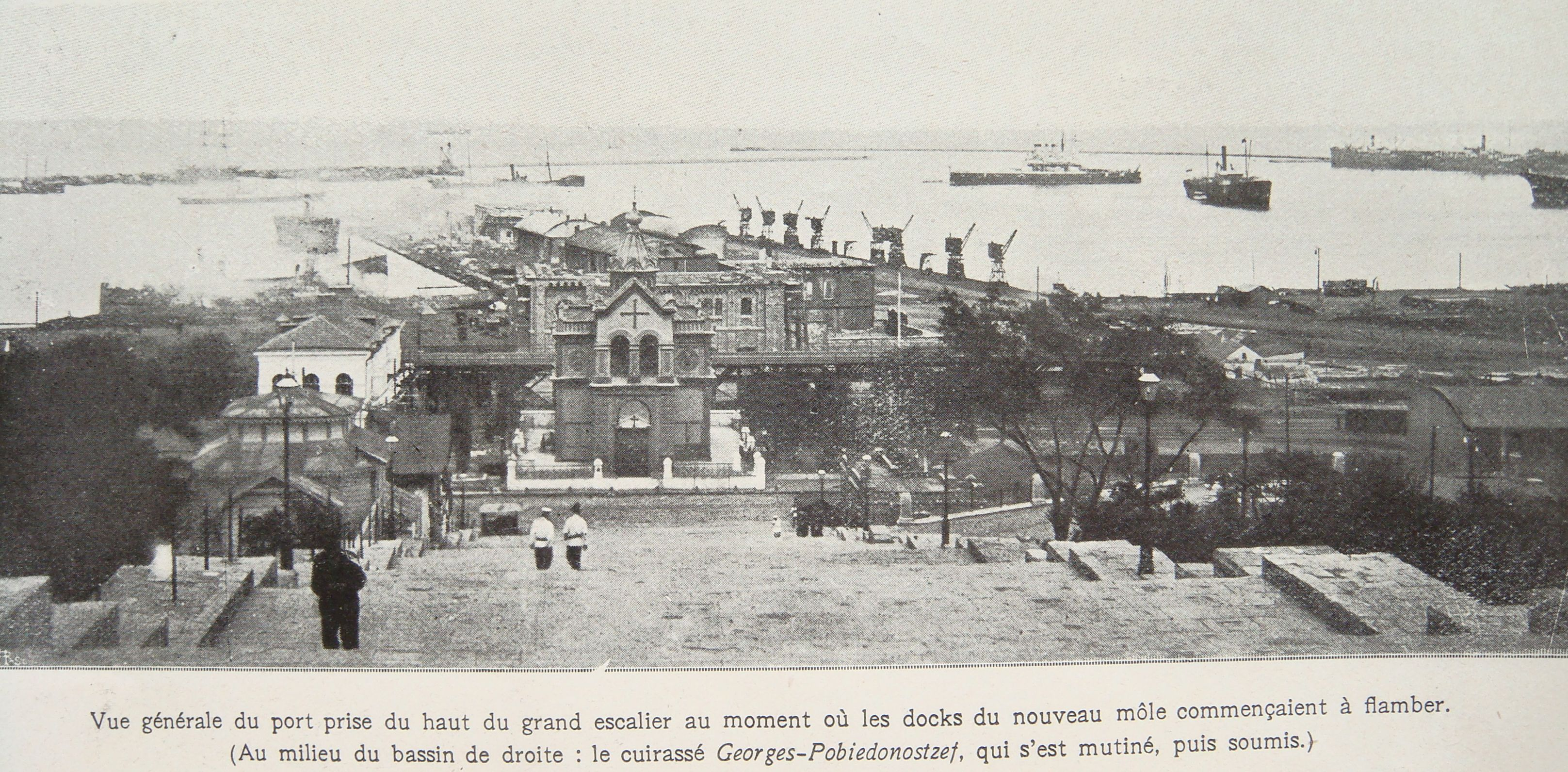
Вид на Одесский порт, открывающийся с верхней площадки лестницы Николаевского бульвара. В правой части акватории порта находится броненосец «Георгий Победоносец»

В 9 ½ часов утра началось восстание на учебном судне «Прут», находящемся в плавании. Были убиты находящиеся на капитанском мостике вахтенный начальник и боцман, остальные офицеры и кондукторы были арестованы. Восставшие направили захваченный корабль в Одессу, но, прибыв на рейд, «Потёмкина» там уже не застали. Тогда они решили вернуться в Севастополь и, подняв красный флаг, своим примером взбунтовать главную крепость Черноморского флота.
В 1 ½ дня из Севастополя на поиски «Потёмкина» отправился миноносец «Стремительный», имевший задачу потопить мятежный броненосец, укомплектованный исключительно офицерами-добровольцами, желавшими отомстить восставшей команде за гибель офицеров.
В этот же день в Севастополе было объявлено об увольнении со службы матросов старших сроков службы (1896—1898). Наместник царя на Кавказе И. И. Воронцов-Дашков, ввиду ожидавшегося прибытия восставшего броненосца к кавказским берегам, издал приказ о направлении войск во все порты края: Анапу, Новороссийск, Поти, Сухуми, а также об усилении войск в Екатеринодаре.
Прибытие в Констанцу
В 18 часов 20 минут «Потёмкин», в надежде пополнить заканчивающиеся запасы провизии и топлива, пришёл в румынский порт Констанцу. На его борту оставались два профессиональных революционера — К. И. Фельдман и А. П. Бржезовский («Кирилл»). Ещё на переходе из Одессы в Констанцу первый помог морякам составить «Обращение ко всему цивилизованному миру», в котором до всех адресатов доводилось, что моряки ведут борьбу за свержение самодержавия, второй — «Обращение к иностранным державам», в котором восставшие уверяли, что их действия не несут никакой опасности экономическим интересам иностранных держав в регионе.
Несмотря на такие заверения, деловые круги и правительства иностранных держав реагировали на события однозначно — Великобритания заявила о своём намерении, с согласия других держав и получив разрешение от Порты, вести её военные корабли в Чёрное море через проливы и открыть военные действия против бунтующего броненосца. Владельцы иностранных судов, находящихся в те дни в Одессе, дали капитанам распоряжения немедленно покинуть порт, а страховые компании для желающих застраховать своё имущество, находящееся на Чёрном море, взвинтили страховые премии против риска войны и повреждения со стороны восставшего броненосца.
Портовые власти приняли составленные судовой комиссией списки необходимых припасов и сообщили, что требования восставших будут переданы центральным властям в Бухарест, и решения будут приниматься там.

### 20 июня
В Констанце

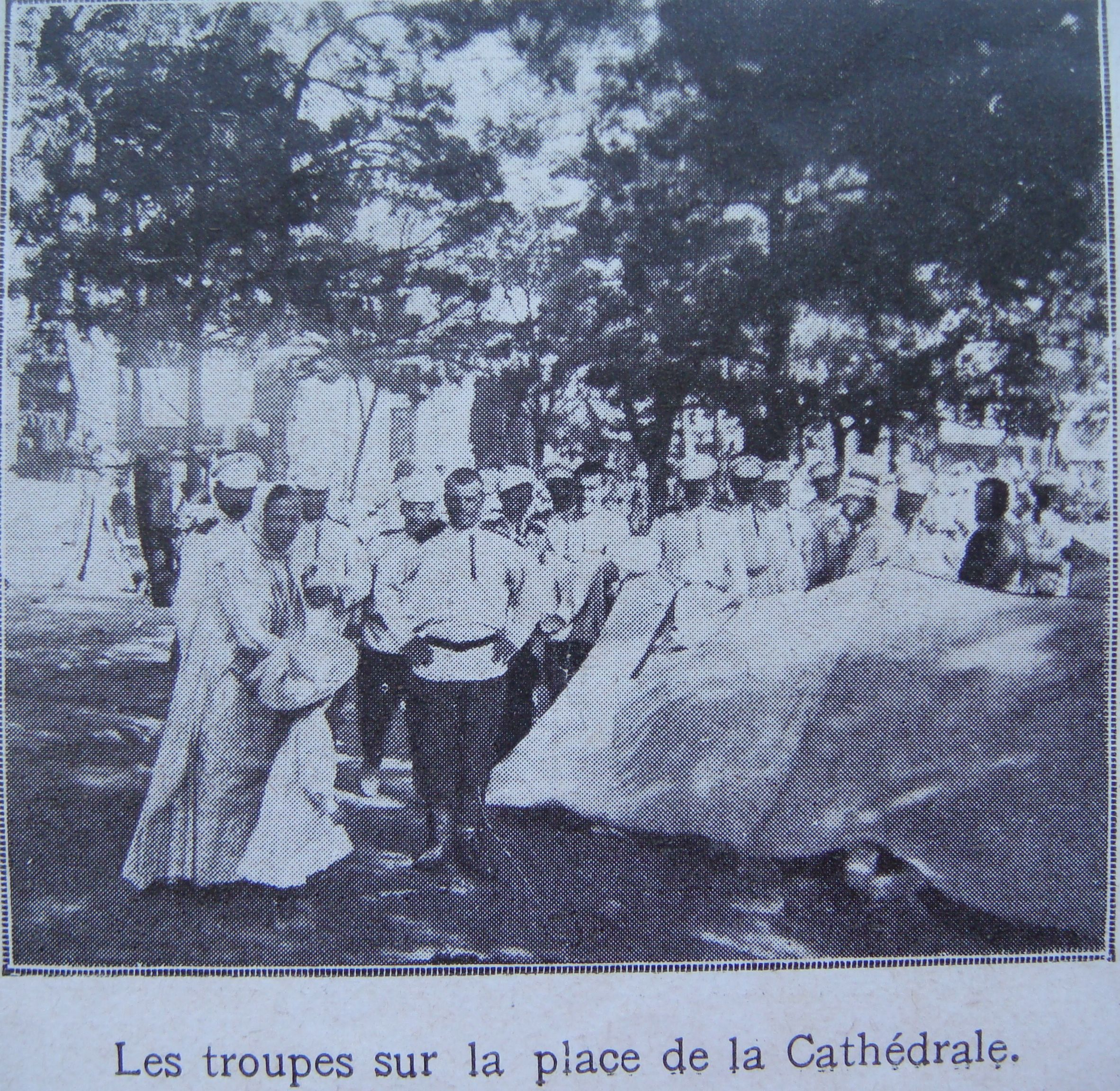
Жители Одессы и введённые войска на Соборной площади

Румынское правительство решило предложить матросам сдаться на условиях военных дезертиров, что освобождало от насильственной депортации в Россию, гарантировав им личную свободу, но запретило снабжать броненосец углём и провизией.
На рейде порта Констанцы находилась русская военная шхуна «Псезуапсе». Команда «Потёмкина» попыталась войти в контакт с командой шхуны и предложить ей присоединиться к восстанию. Командир шхуны капитан 2-го ранга Н. Н. Банов при содействии капитана порта перевёл шхуну вглубь гавани. Расположенные в Констанце румынские крейсера «Елизавета» и «Мирча» получили приказ открывать огонь по любому судну, попытавшемуся войти в гавань без разрешения, что они сделали, когда утром миноносец № 267 попытался войти в порт.
В 10 часов утра члены судовой комиссии встретились с капитаном порта Констанца капитан-лейтенантом Н. Негру и известили его, что восставшие отклонили предложение румынского правительства и решили вернуться в Россию «для продолжения борьбы». Во время встречи корабельная делегация передала 15 конвертов с текстом составленных воззваний для вручения правительству Румынии, а также всем консульствам государств, расположенных в Констанце: Австро-Венгрии, Бельгии, Болгарии, Великобритании, Германии, Греции, Дании, Италии, Нидерландов, САСШ, Сербии, Турции, Швеции и Франции. Все конверты были переданы румынским правительством русскому поверенному в Бухаресте С. А. Лермонтову, тот — в Министерство иностранных дел в Санкт-Петербурге, а оттуда «по высочайшему повелению» они были переданы шефу жандармов Д. Ф. Трепову.
В 13 часов 20 минут «Потёмкин» и миноносец № 267 покинули Констанцу.
В Одессе
В 8 часов 30 минут утра на борт броненосца «Георгий Победоносец» поднялись служившие на нём офицеры. Были произведены аресты зачинщиков мятежа. Всего было арестовано 67 человек.
В Севастополе
Около 6 часов утра в море на подходе к Севастополю команда учебного судна «Прут» приняла решение прекратить восстание и сдаться властям. Из-под ареста был освобождён командир судна капитан 2-го ранга А. П. Барановский, которому было возвращено командование. При подходе к берегу «Прут» был остановлен дозорными миноносцами, на борт учебного судна поднялся караул во главе с адмиралом С. П. Писаревским. Было арестовано 44 зачинщика мятежа.
Состоялось совместное совещание командиров морских и сухопутных частей, городских и полицейских властей, на котором высшие офицеры Черноморского флота охарактеризовали положение флота как «безнадёжное». Совещание, по воспоминаниям участников, «продемонстрировало растерянность и беспомощность, полную подавленность воли и духа».
Матросы эскадры были приведены к повторной присяге. Разоружены береговые морские команды. Прошла волна арестов «неблагонадёжных» матросов — всего под арестом в Севастополе к исходу этого дня находилось 1 ½ тысячи человек. Адмирал Г. П. Чухнин получил из Главного морского штаба приказание готовить показательную публичную казнь зачинщиков восстания «Потёмкина». Это приказание последовало за инструкцией Николая Второго: «После самого скорого следствия и полевого суда надо привести приговоры в исполнение перед всей эскадрой и городом Одессой».

### 21 июня
В полдень в Констанцу в поисках «Потёмкина» прибыл миноносец «Стремительный», но «Потёмкина» в Констанце уже не было. Вечером, пополнив запасы топлива, миноносец ушёл искать «Потёмкин» в Варне. В Санкт-Петербурге было впервые опубликовано официальное сообщение о событиях на броненосце «Князь Потёмкин-Таврический».

### 22 июня
В 6 часов утра броненосец «Потёмкин» и миноносец № 267 прибыли в Феодосию. В 8 часов утра на броненосце были подняты флаги расцвечивания и специально изготовленный транспарант, представляющий собой фанерный щит, раскрашенный красной краской, на котором с двух сторон белой краской были нанесены следующие надписи: «Свобода, равенство и братство» и «Да здравствует народное правление». Катер с броненосца доставил в порт приказание городским властям Феодосии немедленно явиться на борт корабля.
Исполняя приказание восставших, в 9 часов утра на борт броненосца прибыли городской голова Феодосии Л. А. Дуранте, гласный городской думы С. С. Крым, врач Муралевич. Судовая комиссия вручила прибывшим один экземпляр воззвания «Ко всему цивилизованному миру» «для немедленного его объявления на публичном заседании городской думы» и потребовала под угрозой обстрела города доставить на броненосец провизию, воду и уголь. Несмотря на запрет военных властей, городские власти, опасаясь артиллерийского обстрела города, приняли решение доставить на броненосец провизию.
В 4 часа пополудни портовым судном «Запорожец» на «Потёмкин» было доставлено: четыре живых быка, 200 пудов муки, 40 пудов хлеба, 40 пудов мяса, 30 пудов капусты, 30 вёдер вина. В доставке угля и воды было отказано ввиду строгого запрета на то начальника гарнизона Феодосии генерала Ф. С. Плешкова.

### 23 июня
В Феодосии
В 1 час ночи восставшие передали городским властям ультиматум, в котором потребовали немедленного снабжения углём, в противном случае через четыре часа они начнут обстрел города. В 5 часов утра городской голова обратился к жителям Феодосии с воззванием об угрожающей им опасности, в котором просил жителей покинуть город. Начальник гарнизона Феодосии своей властью объявил город на военном положении. В порт были скрытно введены войска.
Восставшие решили самостоятельно овладеть баржами с углём, которые находились у причалов Феодосийского порта. В 9 часов утра катер с абордажной партией матросов вошёл в порт, матросы высадились на баржи и предприняли попытку завести на них буксировочные концы с катера, чтобы отбуксировать баржи к броненосцу. В 9 часов 5 минут находящиеся в засаде войска открыли по матросам ружейный огонь, от которого погибло 2 и было ранено 4 восставших, 7 матросов попрыгало в воду и впоследствии все они были арестованы, катер с уцелевшими матросами спешно ушёл из порта.
На борту броненосца начались волнения: часть команды требовала наказания города, другая часть, во главе с прапорщиком Д. П. Алексеевым и младшими офицерами, была против стрельбы. О борьбе двух этих партий и о том, какая из сторон брала верх, можно было судить по ряду поднятий и спусков красного сигнального флага на мачте броненосца, означавшего «веду стрельбу». В конце концов возобладало мнение не обстреливать город, а уходить в Констанцу — и в полдень «Потёмкин» и миноносец № 267 покинули Феодосию, так и не сделав по городу ни одного выстрела. Уходя, восставшие совершили обманный манёвр — начав ход, они стали двигаться в сторону Новороссийска, и, только уйдя за горизонт, сделали поворот и легли на курс на Констанцу.
В Ялте
Обстановка в Ялте была панической — российские газеты сообщали со ссылками на иностранные, что восставшие матросы хотят привести броненосец к Ялте и обстрелять Ливадийский дворец и сам город, в котором проживало много буржуазии. В 9 часов утра миноносец «Стремительный» в поисках «Потёмкина» прибыл в Ялту. Связавшись с командованием Черноморского флота, на миноносце узнали, что броненосец находится в Феодосии. Пополнив судовые запасы, миноносец в 1 ½ часа дня ушёл в Феодосию, куда прибыл в 6 часов вечера этого же дня, но броненосца вновь не застал. Получив сведения, что восставшие ушли курсом на Новороссийск, миноносец пошёл в поисках броненосца на юг вдоль Кавказского побережья. Но от недельной непрерывной работы на предельных скоростях у него вышли из строя трубки и миноносцу пришлось вернуться на ремонт на главную базу флота, куда он прибыл 25 июня (8 июля) 1905 года в 2 часа ночи.
В Севастополе
В 14 часов 35 минут в Феодосию вышла эскадра под командованием адмирала А. Х. Кригера в составе четырёх броненосцев, крейсера и четырёх миноносцев, имея приказание от морского министра потопить мятежный броненосец.

### 24 июня
В Севастополе
Ситуация в главной базе Черноморского флота оставалась напряжённой. С броненосца «Синоп» было свезено на берег всё огнестрельное оружие. На борт поднялись две роты солдат. Под их караулом и под угрозой децимации адмиралу И. П. Тихменёву удалось заставить команду броненосца выдать бунтовщиков. Было арестовано шестнадцать матросов.
В Новороссийске
В Новороссийск в 14 часов 5 минут прибыла эскадра адмирала А. Х. Кригера. Не обнаружив в порту «Потёмкина», эскадра ушла на Новый Афон. Адмиралу А. Х. Кригеру станет известно о действительном местоположении «Потёмкина» только в 11 часов 45 минут 25 июня (8 июля) 1905 года. После этого он прекратит поиски в восточной части Чёрного моря и возвратится в Севастополь.
Прибытие в Констанцу
В самом конце дня, уже около полуночи броненосец «Потёмкин» в сопровождении миноносца № 267 вновь прибыли в Констанцу.

### 25 июня

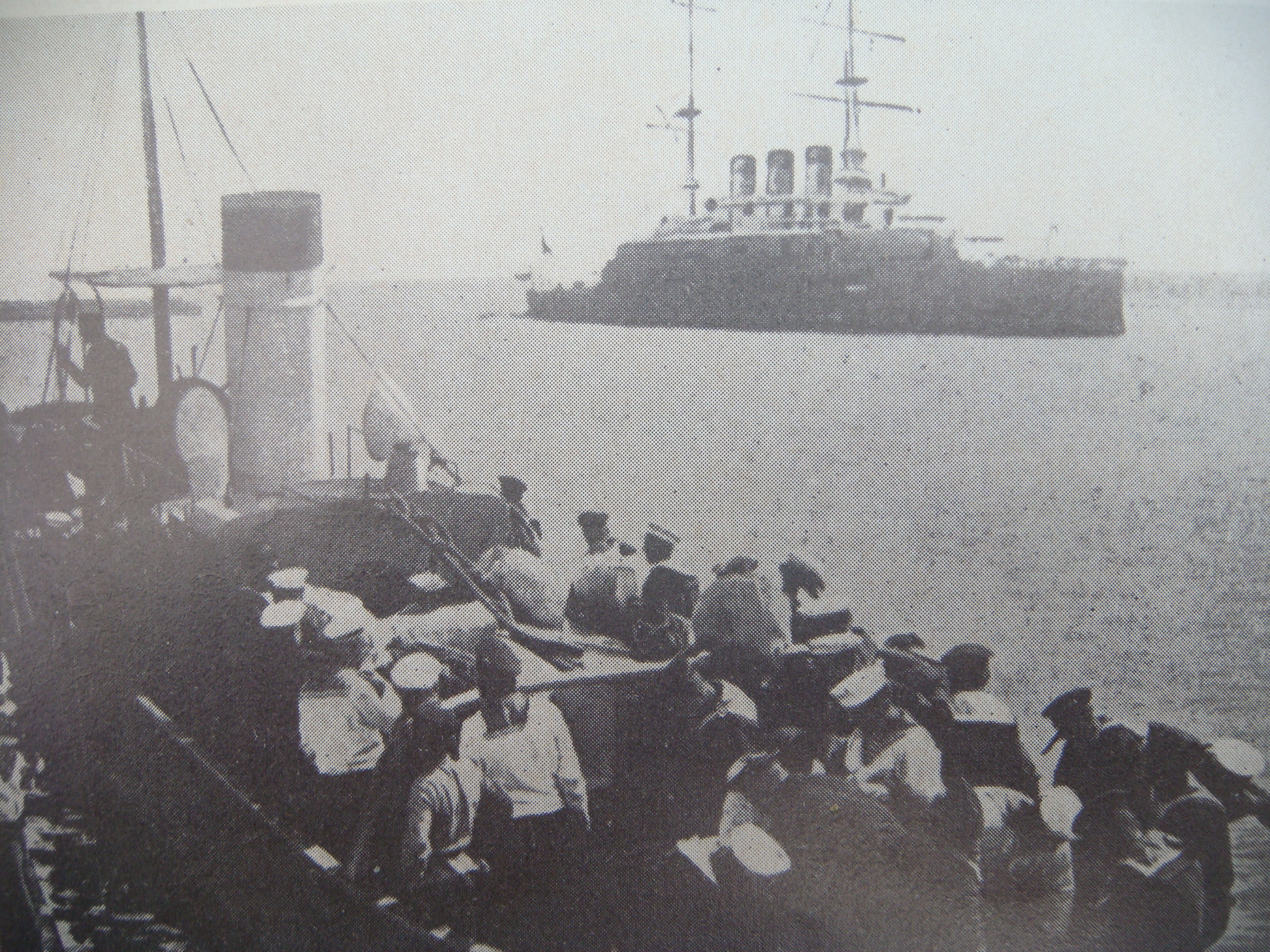
Броненосец «Потёмкин», прибывший в Констанцу

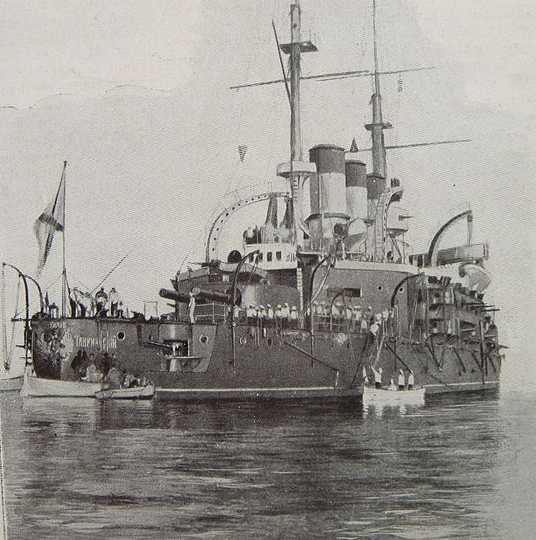
Броненосец «Потёмкин». Высадка команды на берег в порту Констанца

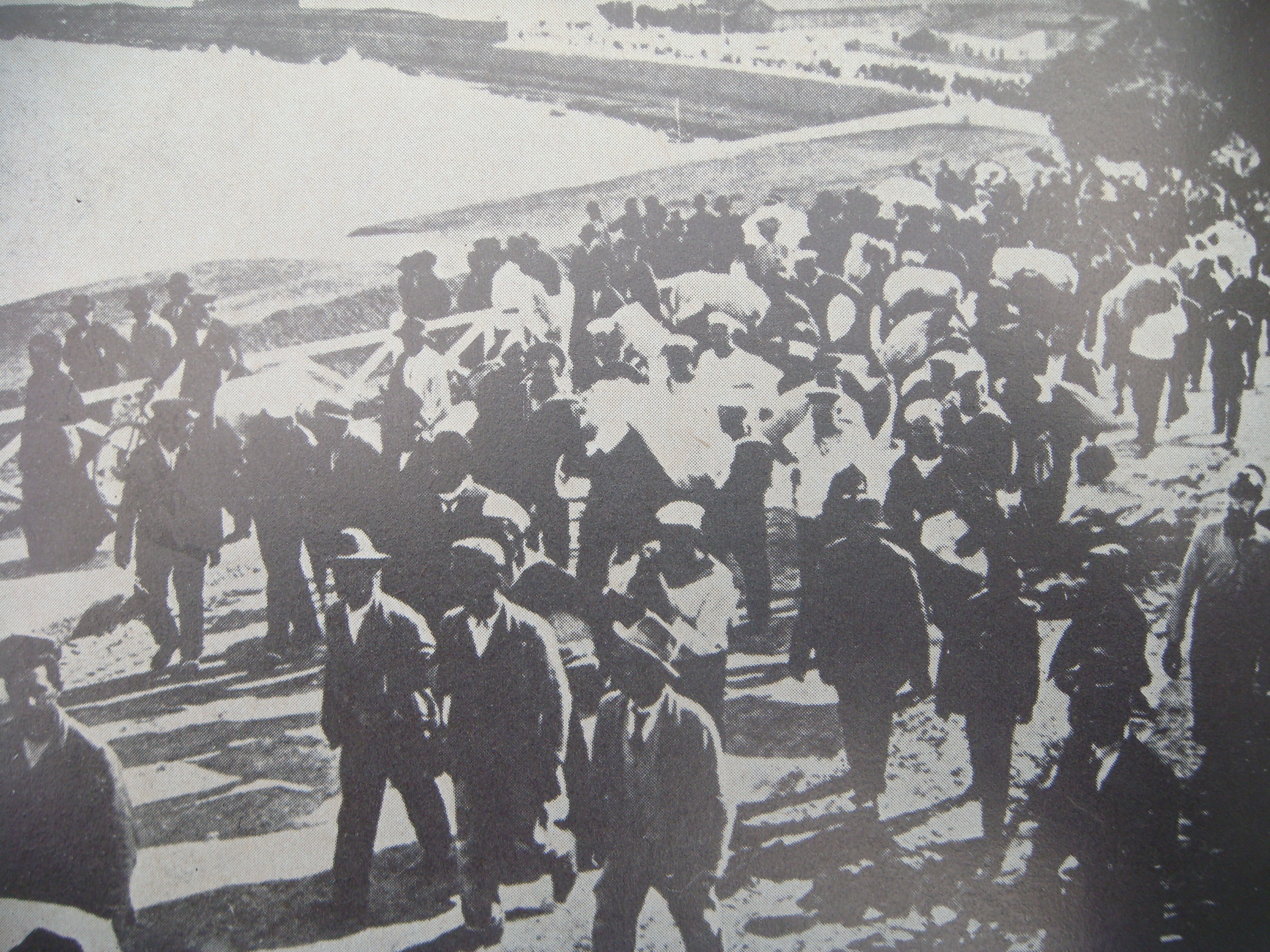
Матросы броненосца «Потёмкин», сошедшие на берег в порту Констанца

Утром состоялись переговоры членов судовой комиссии и румынских властей. Восставшие сообщили, что принимают условия, предложенные румынской администрацией 20 июня (3 июля) 1905 года. В полдень броненосец Потёмкин был введён в порт Констанцы. Румынские власти спустили на броненосце андреевский флаг и подняли румынский. К 16 часам команда броненосца была свезена на берег, где собралась на одной из площадей, и квартирмейстер А. Н. Матюшенко разделил между всеми матросами захваченную ими корабельную кассу. Впоследствии матросов перевезли в различные города и селения Румынии, отведённые властями для их проживания.
Команда миноносца № 267 освободилась от вооружённого надзора со стороны броненосца только тут. Сразу после получения «свободы» команда самостоятельно увела миноносец в Севастополь. И хотя по прибытии в Севастополь моряков миноносца № 267 заключили в «Бомборы», впоследствии все они были судом оправданы.
Уже 9 июля в Констанцу пришла эскадра из Севастополя под командованием контр-адмирала С. П. Писаревского в составе броненосцев «Чесма» и «Синоп», миноносок № 261, 262, 264, 265. В 14 часов шесть шлюпок с «Синопа» доставили на «Потёмкин» десять офицеров и около 200 матросов. Произошла смена караулов, был спущен румынский флаг и в 14 часов 10 минут поднят Андреевский. Русский священник отслужил молебен и окропил корабль святой водой, чтобы изгнать «дьявола революции».
Корабль находился в удовлетворительном состоянии, поэтому уже 11 июля в 19 часов 20 минут эскадра Писаревского покинула Констанцу. «Синоп» вёл на буксире «Потёмкин», на котором в Россию возвращались 47 матросов и кондукто́ров, прапорщик Д. П. Алексеев и подпоручик П. В. Калюжнов. С ними находился и активный участник восстания машинист Ф. Я. Кашугин. Он не успел съехать с корабля, и русские офицеры схватили его.
14 июля «Синоп» ввёл «Потёмкин» в Южную бухту Севастополя. Остатки бывшей команды сняли с броненосца и отправили под арест на учебное судно «Прут».

## Последствия

### Экономические
Одесские городские власти оценили прямые убытки городу в 2 510 850 рублей, что равнялось ½ годового бюджета Одессы. В порту сгорела больша́я часть складов и зданий вместе с хранившимися в них грузами и несколько стоявших у причалов пароходов. Одесский порт срочно покидали коммерческие пароходы, напуганные как происходящим в порту, так и возможностью быть захваченными восставшим кораблём, и ища убежища в других местах:102. В результате порт в 1905 году не отправил на экспорт из южных губерний 3,7 млн пудов пшеницы нового урожая. Страховые компании объявили произошедшее форс-мажором и отказались покрывать убытки пароходных компаний и грузовладельцев, возложив юридическую ответственность за них на российские власти. Торговое судоходство на Чёрном море в дни восстания было практически парализовано, следующие в черноморские порты из Средиземного моря пароходы остановились в Константинополе и распродавали за бесценок свои грузы, опасаясь следовать дальше. Общий убыток от пожара составил около 50 млн рублей. В акваторию Чёрного моря опасались заходить даже военные корабли. Так, следовавший из Тихого океана вспомогательный крейсер «Днепр» направлялся на Чёрное море, но, узнав о событиях, изменил курс и направился в Либаву.

### Внешнеполитические

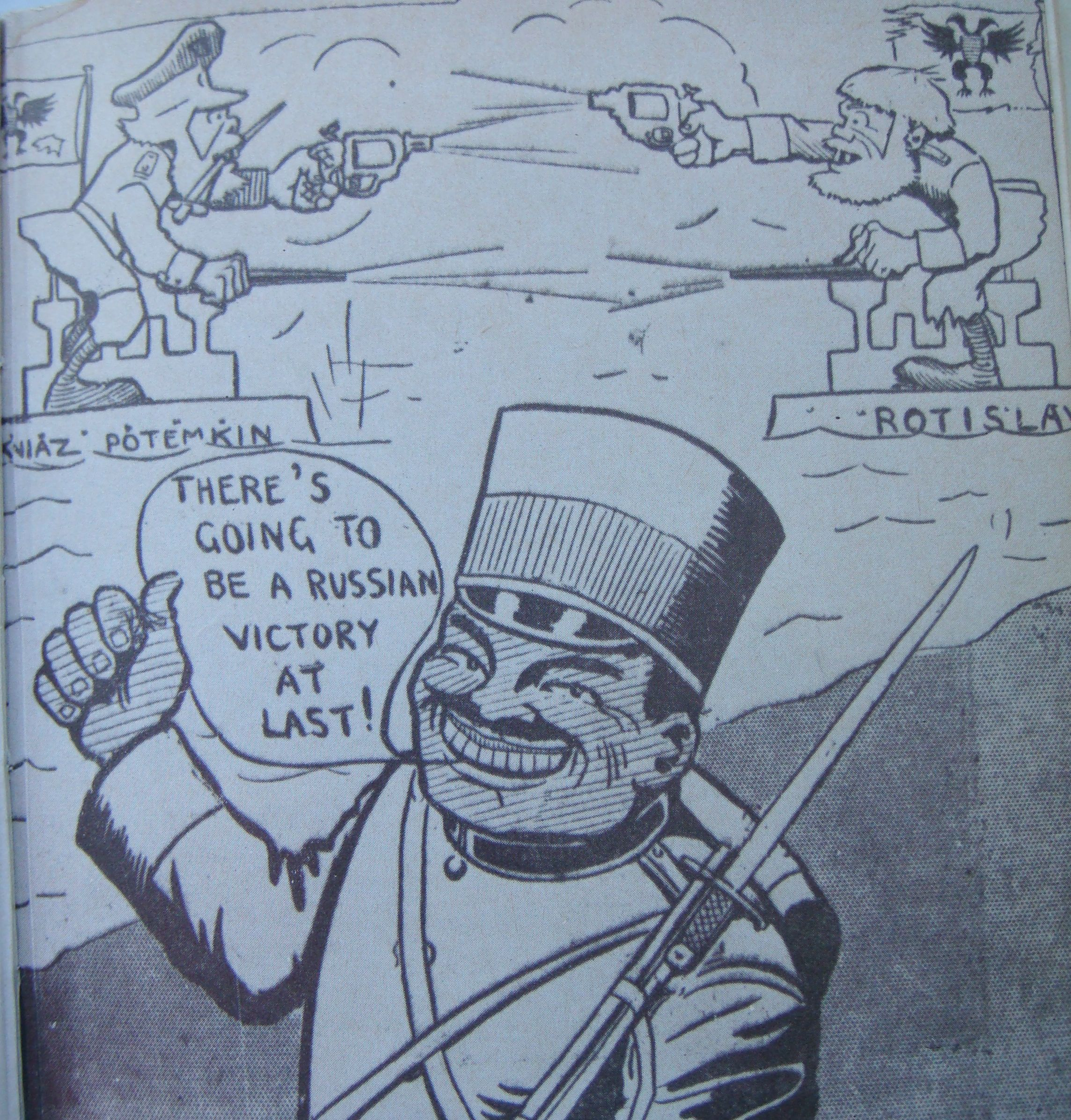
Карикатура из газеты Daily Mirror. Японский военный говорит, улыбаясь показывая на стреляющие друг в друга русские корабли «Князь Потёмкин» и «Ростислав»: «Теперь, наконец-то, победа будет за русскими!»

Восстание команды военного корабля, который с лёгкостью мог входить в воды иностранных государств, затронуло международный престиж России и представило её как государство, которое с собственным революционным движением самостоятельно справиться не в состоянии. Товарищ министра внутренних дел Д. Ф. Трепов и морской министр Ф. К. Авелан, не сговариваясь, направили министру иностранных дел В. Н. Ламсдорфу просьбы содействовать тому, чтобы иностранные прибрежные государства не оказывали восставшим морякам никакого содействия — не разрешали им высаживаться на берег, не снабжали их углём, водой и продовольствием. Но внешнеполитическое ведомство России не смогло заручиться поддержкой стран черноморского бассейна в борьбе с командой восставшего броненосца.
Турция всерьёз рассматривала поступившее от Великобритании предложение пропустить в Чёрное море два английских крейсера для защиты коммерческих интересов Великобритании на Чёрном море. Если бы такое решение было принято, то восстание на «Потёмкине» стало бы причиной нарушения статуса Черноморских проливов, которые по договорам 1856 и 1878 годов объявлялись закрытыми для прохода военных кораблей — таким образом восстание на Российском флоте становилось поводом для нарушения международного статуса проливов, причём со стороны соперника России — Великобритании.
Турция отказала российскому правительству в запрошенной помощи против восставших. Султан Абдул-Хамид II был настолько напуган возможностью того, что турецкий флот, узнав о произошедшем на «Потёмкине», также начнёт бунтовать, решил предпринять предупредительные меры, чтобы восставший русский корабль не появлялся в турецких водах: к турецкому порту Эрклиди были высланы два миноносца с начальником штаба флота Ахмед-пашой с приказанием перехватить восставший корабль, если потребуется, выдать ему всё им запрошенное, но только добиться того, чтобы он не заходил в турецкие порты. Как вариант, рассматривалась возможность пропустить броненосец через Черноморские проливы в Средиземное море. Турецкая печать начала публиковать различные оскорбительные для России сообщения о происходящем на Российском флоте и вообще о беспорядках в России. Воспользовавшись ситуацией, под предлогом защиты своего побережья от возможных атак со стороны восставшего корабля, Турция начала спешно наращивать минно-артиллерийскую оборону Босфорского пролива, чему на протяжении предшествующих двадцати лет успешно противодействовала российская дипломатия. В данных же обстоятельствах Россия, фактически не контролировавшая свой Черноморский флот, сознавая своё бессилие, униженно молчала. С июня по август 1905 года Турция установила в проливе Босфор пять линий минных заграждений общим числом до двухсот мин, четырнадцать 8- и 12-дюймовых орудий, для защиты минных полей была возведена новая артиллерийская батарея и построены две минные станции. Это, с одной стороны, усложняло России осуществление имевшихся планов по овладению Константинополем и Черноморскими проливами, а, с другой стороны, заставило принимать ответные меры по укреплению морской обороны собственных черноморских крепостей.
Румыния отказалась выдать бунтовщиков России, что послужило причиной обострения отношений между двумя странами. Более того, после произошедших событий в прессе Румынии начали появляться материалы о том, что Россия находится на пути к полному разложению, и Румыния должна быть готова к тому, чтобы при удобном случае предпринять шаги для присоединения к своей территории Бессарабии. Румынское правительство приняло решение немедленно приступить к реорганизации флота, на что в 1906 году было направлено 40 % от годового военного бюджета страны.
Из всех черноморских стран лишь Болгария согласилась удовлетворить просьбу российского правительства о выдаче восставших моряков в случае, если они прибудут на болгарскую территорию, но только при условии, если такая выдача будет организована в тайне, и о ней не станет известно третьим странам.
Международный престиж Российской империи в результате этих внешнеполитических неудач упал ещё больше, а мировые державы начали задаваться вопросом о незыблемости существования российской государственности.

### Военный аспект. Усилия Морского и Военного министерств в борьбе с восстанием
На подавление восстания были брошены практически все имеющиеся в наличии боевые силы Черноморского флота. В тех или иных операциях против восставших с 16 июня (29 июня) по 1 (14) июля 1905 года принимали участие 25 боевых кораблей и одно учебное судно. Все эти корабли всё время борьбы с восставшими проводили в море, находясь в полной боевой готовности, возвращаясь в главную базу флота только для пополнения необходимых запасов — всего было совершено 57 выходов в море; общая численность личного состава задействованных кораблей составила более пяти тысяч человек. Корабли прошли в общей сложности 22 тыс. морских миль. Несмотря на столь серьёзные усилия, попытки Морского министерства окончились провалом — приказ о прекращении восстания и, если того потребуют обстоятельства, потоплении восставшего корабля, выполнен не был. Из-за бездарного командования корабли флота вообще не могли обнаружить «Потёмкин» и встречались с ним всего дважды — первый раз во время «немого боя», второй раз в Констанце, когда восставшие уже покинули «Потёмкин», а возвращать его в Россию прибыла эскадра, состоящая из шести кораблей. Наблюдая за бесплодными попытками найти и обезвредить восставший корабль, Николай II оставил в своём дневнике 23 июня (6 июля) 1905 года такую запись: «Дай бы Бог, чтобы эта тяжёлая и срамная история скорее кончилась».
К подавлению восстания была подключена Армия. На военном положении были объявлены губернии в зоне восстания. К борьбе с восставшими подключились войска Одесского и Кавказского военных округов. Всего в операциях сухопутных сил против восставших было задействовано более 15 тысяч военнослужащих: пехотные, сапёрные, казачьи части, артиллерия. Армейское командование пыталось быть готовым к встрече с восставшими кораблями в любом черноморском порту Российской империи, для чего были сделаны распоряжения об охране всей береговой линии. Войскам были отданы приказы всеми силами препятствовать высадке восставших матросов на берегу и препятствовать снабжению кораблей провизией, пресной водой и топливом. Как показали события в Феодосии, когда войска сорвали попытку восставших овладеть баржами с углём, приказ неукоснительно соблюдался. Командование держало в резерве 51-й Литовский полк, который должен был немедленно быть переброшен в любую точку Крымского побережья, в которой появился бы «Потёмкин».
Однако, несмотря на интенсивный обмен информацией, каждое ведомство действовало на собственный страх и риск. Ни Флот, ни Армия не смогли составить плана совместных действий против восставших. Историк Ю. П. Кардашев отметил, что действия армейского командования были более энергичными, действенными и в результате более успешными. Начиная с «потёмкинских» событий и на их примере, командующие военными округами всё настойчивей ставили вопрос перед Главным штабом о необходимости централизации военной власти в главных военно-морских базах Империи и о подчинении их армейскому командованию, что и произошло, несмотря на сопротивление Морского министерства, в середине 1907 года — военные базы флота были подчинены командующим военных округов.

## Анализ участия команды броненосца в восстании
Историк Ю. П. Кардашев, проанализировав архивные документы, подсчитал, что активными участниками восстания был 71 матрос (9,1 % от общего числа матросов), 157 человек показали себя как сторонники восстания (20,1 %) — таким образом, в восстании активно принимала участие почти треть команды — 29,3 %, что является высоким показателем, в то время как активными противниками восстания стали только 37 человек (4,7 %). Остальная часть команды — 516 человек, или ровно 2/3 экипажа, — были пассивной массой, которая колебалась в зависимости от происходящих событий.
Из 30 избранных в члены «судовой комиссии» членов экипажа, чьи биографии удалось отследить, половина служила в технических подразделениях корабля, почти все члены комиссии были грамотными или малограмотными, десять было из рабочих, восемь — из хлебопашцев, трое из служащих. По данным следствия, почти все они были ранее замечены командованием в той или иной революционной деятельности: чтении и распространении нелегальной литературы, участии в сходках и собраниях, подготовке революционного восстания.
Самыми активными участниками восстания были старослужащие матросы, служившие на броненосце ещё во время его постройки и тесно общавшиеся с рабочими кораблестроительных заводов, строивших броненосец (Николаевского, Обуховского и Сормовского).
Усреднённый портрет активного сторонника восстания: матрос строевого отделения корабля (60 % участников восстания), третьего или четвёртого года службы, 24—25 лет, грамотный или малограмотный (60 %), происхождением из крестьян (¾ участников восстания были из сельской местности, 1/5 — горожанами), по роду занятий до призыва на службу — хлебопашец или рабочий (в восстании принимали участие 80 матросов из рабочих и 79 из хлебопашцев).
Хотя грамотные матросы из рабочих, служащие в технических подразделениях, приняли в восстании самое активное участие (восстание поддержали 50 % от общего числа матросов технических подразделений, 30 % матросов происхождением из рабочих, 22 % — из хлебопашцев), но бо́льший удельный вес во всём экипаже броненосца бывших крестьян и проходящих службу в строевых подразделениях уравновесил абсолютные величины в числе участников восстания. Именно матросы из хлебопашцев, не вовлечённые в подготовку восстания и примкнувшие к нему уже после его начала, и привнесли в восстание элемент бунтарства, стихийности и неорганизованности.
Подавляющее большинство восставших не имели чётко выраженных политических взглядов. Принадлежность лидеров восставших к меньшевистской организации РСДРП (как то сразу после восстания было представлено лидерами меньшевистской фракции, инспирировавшими ряд заявлений в партийной печати якобы от имени активной части восставших матросов, оставшихся в эмиграции в Румынии) или просто к РСДРП без указания «меньшевистской», как заявлялось в воспоминаниях участников восстания, изданных в советский период, и в советской историографии, не соответствовала действительности. В документах департамента полиции данные о партийной принадлежности упоминаются в делах 15 матросов: одиннадцать из них, в том числе А. Н. Матюшенко, названы социал-революционерами, трое — социал-демократами и один — анархистом. Историк Ю П. Кардашев полагал, что эти данные являются наиболее объективным отражением настоящих политических симпатий команды броненосца и влияний политических программ различных революционных партий на начало и ход восстания.
Офицеры броненосца, вопреки представлениям советской историографии как реакционно-монархический монолит, в действительности, как и рядовой состав, были подвержены колебаниям и демонстрировали различное отношение к восстанию. Старший комсостав, активно попытавшийся бороться с восстанием, был уничтожен. Из оставшихся в живых офицеров трое в той или иной степени искренности примкнули к восстанию, остальные пассивно осуждали его.
Самой сплочённой группой, чётко обозначившей своё отношение к восстанию, стали сверхсрочники броненосца (занимавшие на корабле должности боцманов, кондукторов, фельдфебелей) — их было на корабле всего 16 человек, и почти все они стали активными противниками восстания.

## Оценки на постсоветской Украине
После создания независимого украинского государства в 1991 году новые власти Украины начали создавать собственную историографию, описывая и трактуя события прошлого в рамках национально-освободительной борьбы украинского народа за обретение государственной независимости. На постсоветской Украине ряд публицистов преподносили восстание на броненосце «Потёмкин» как «восстание украинской стихии», как выступление матросов — сторонников независимости Украины против русского империализма. Данило Кулиняк писал в официальном печатном издании Министерства обороны Украины «Військо України»: 

Борт восставшего в июне 1905 года «Потёмкина», который под малиновым казачьим флагом одиннадцать суток был островом свободы, плавучей казачьей республикой, свободной от русского царизма, можно полностью назвать кораблём украинской революции на Чёрном море и предтечей общеукраинской революции 1917—1918 годов. Ведь восстание было наиболее ярким проявлением народного гнева на Черноморском флоте, который в то время был преимущественно украинским.
Согласно этому взгляду на события, восстание началось фразой, произнесённой «уроженцем Житомира артиллерийским унтер-офицером Григорием Вакуленчуком на украинском языке: „Та доки ж ми будемо рабами!“», большинство участников восстания, включая его руководителей и примкнувшего к восстанию поручика А. М. Коваленко, были «щирими українцями», боровшимися за независимость Украины, членами Революционной украинской партии, в свободное от вахт время зачитывавшимися произведениями украинской литературы, Панас Матюшенко ещё и играл на украинском национальном инструменте — бандуре, а само восстание стало одним из событий, приведших к падению Российской империи, в котором украинцы приняли самое активное участие.

## Суд над восставшими
13 июля 1905 начались судебные дела по восставшим. С самого начала следствия встал вопрос, по какой статье судить восставших: как воинских преступников — по статье 109-й Военно-морского устава о наказаниях, как бунтовщиков, за что в военное время полагалась смертная казнь, — или как политических преступников, по статье 100-й Уголовного уложения. Правительство не желало рассматривать восставших как политических преступников. Следствие начало вести дело исключительно как о военном бунте. Однако по мере расследования политическая составляющая в деле всех восставших кораблей выступала всё более и более явно, и в конце концов во время суда над потёмкинцами, который проходил позднее всего, наиболее активным участникам восстания были предъявлены обвинения как по 109-й, так и по 100-й статьям.
Первым в Севастополе начался суд над матросами учебного судна «Прут», пытавшегося присоединиться к восставшему броненосцу. На скамье подсудимых находились 44 матроса, осуждены были 28. Суд приговорил Александра Михайловича Петрова, 23 лет, Ивана Ферапонтовича Адаменко, 24 лет, Дмитрия Матвеевича Титова, 25 лет, и Ивана Арефьевича Чёрного, 27 лет, к смертной казни; 16 матросов — к каторге; одного — к отдаче в исправительные арестантские отделения; шестерых — к отдаче в дисциплинарные батальоны и одного — к аресту. Остальных оправдали за отсутствием прямых доказательств их участия в бунте. Смертный приговор привели в исполнение на рассвете 6 сентября 1905 года у стены Константиновской батареи.
Суд по делу участников восстания на броненосце «Георгий Победоносец» длился с 29 августа по 8 сентября 1905 года. Руководители восстания Семён Пантелеймонович Дейнега, 27 лет, Дорофей Петрович Кошуба, 26 лет, и Иван Кондратьевич Степанюк, 27 лет, были приговорены к смертной казни. Остальные 52 матроса были отправлены на вечную каторгу или приговорены к каторжным работам на срок от 4 до 20 лет или к отдаче в арестантские исправительные отделения на срок от 3 до 5 лет. 16 сентября 1905 года смертный приговор привели в исполнение в отношении С. П. Дейнеги и Д. П. Кошубы (И. К. Степанюку удалось с помощью адвокатов заменить казнь бессрочной каторгой). Несколько сотен матросов с «Прута», «Георгия Победоносца», «Потёмкина» и других кораблей для продолжения службы на флоте были высланы на Дальний Восток в Амурскую флотилию.
Все вернувшиеся в Россию «потёмкинцы» и моряки миноносца № 267 также были преданы суду. Судили 68 человек (54 потёмкинца, 13 матросов с миноносца № 267 и одного матроса с судна «Веха»), разделив их на четыре группы. В первую включили тех, кто принадлежал к революционной организации и сознательно начал восстание с целью свержения существующего строя (среди них — А. Н. Заулошнов, Ф. П. Луцаев, Т. Г. Мартьянов); во вторую — тех, кто добровольно или под угрозой насилия присоединился к первой, но не разделял всех её политических убеждений (в том числе С. Я. Гузь, И. П. Задорожный, Ф. Я. Кашугин); в третью — тех, кто помогал восставшим под угрозой насилия (такие, как Д. П. Алексеев, А. С. Галенко, Ф. В. Мурзак и несколько матросов); в четвёртую — тех, кто не принимал участия в восстании, но и не оказал ему активного противодействия и находился на корабле, имея возможность бежать и сдаться властям.
Суд над потёмкинцами начался 17 февраля 1906 года после разгрома ноябрьского восстания в Севастополе. Троих потёмкинцев: Александра Заулошнова, 22 лет, Фёдора Луцаева, 28 лет, и Тихона Мартьянова, 23 лет, — приговорили к смертной казни, но на основании царского указа от 21 октября 1905 года о смягчении наказаний за политические преступления, совершённые до издания манифеста 17 октября 1905 года, казнь заменили 15-летней каторгой. Матросы Сергей Яковлевич Гузь, 28 лет, Иван Павлович Задорожный, 23 лет, и Феодосий Яковлевич Кашугин, 27 лет, также были приговорены к каторге: первый — на десять, второй — на три с половиной года, третий — на шесть лет. Остальных отдали в арестантские роты и подвергли другим наказаниям. Прапорщика Д. П. Алексеева, врача А. С. Галенко и подпоручика П. В. Калюжного уволили со службы. 23 февраля вице-адмирал Г. П. Чухнин приказом № 293 утвердил приговор.

## Дальнейшая судьба восставших

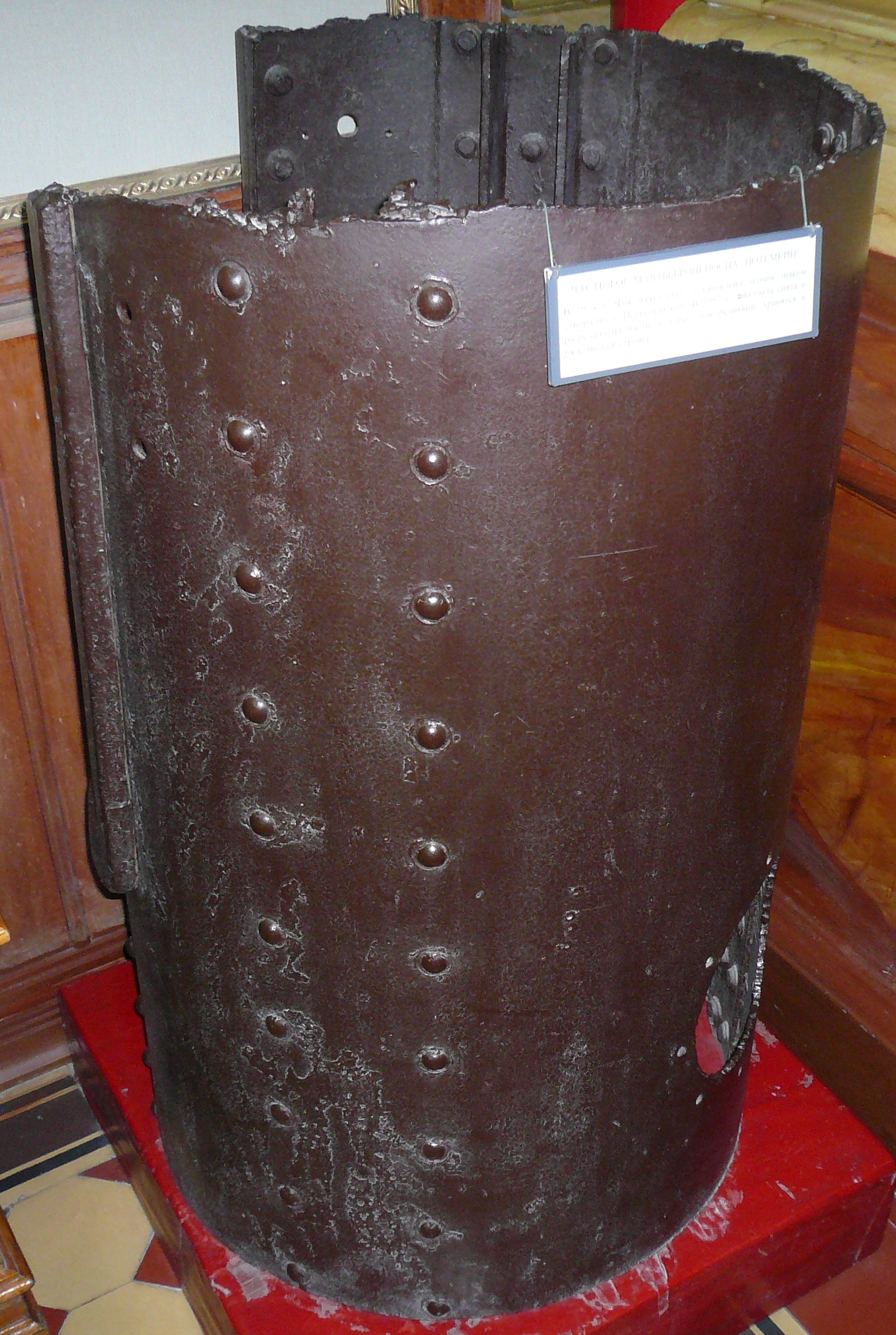
Часть фок-мачты броненосца «Потёмкин» в музее Черноморского флота в Севастополе. В 1924 году фок-мачта была установлена задним знаком створа на острове Первомайский. В 1957 году она была снята и разрезана на части, которые, как реликвии, хранились в ряде музеев бывшего СССР

Памятник потёмкинцам в Камышлове

Осуждённых «потёмкинцев» этапировали по маршруту Севастополь-Самара-Урал-Иркутск-Александровский централ. В Самаре к ним присоединили осуждённых участников восстания на крейсере «Очаков». Группа каторжников из шести человек, в числе которых были моряки с «Потёмкина» и «Очакова», в пути следования перепилив решётку вагона, пытались бежать на станции Юшала. Вскоре они были пойманы охраной и расстреляны. Все беглецы похоронены в городе Камышлове. В 1951 году усилиями местных энтузиастов — директора завода «Урализолятор» В. Шевченко и работника горсовета В. Завьялова — им был поставлен памятник на территории завода. Пытался бежать и А. Н. Заулошнов, но был схвачен. 9 марта 1910 года он умер от туберкулёза в одиночной камере саратовской тюрьмы.
Небольшая группа матросов-потёмкинцев отбывала наказание в крепости города Закаталы (ныне — город Загатала в Азербайджане).
Судебные процессы над потёмкинцами продолжались до 1917 года. Всего к суду было привлечено 173 человека. Только в отношении одного — А. Н. Матюшенко — смертная казнь была приведена в исполнение. В 1907 году он нелегально вернулся в Россию, был арестован в Николаеве как анархист и казнён в Севастополе 15 ноября того же года как потёмкинец.
Большинство потёмкинцев жило в эмиграции в Румынии. Отдельные группы матросов уехали в Швейцарию, Аргентину и Канаду, матрос Иван Бешов уехал в Ирландию, где основал популярную сеть закусочных Beshoffs.
Добровольно из эмиграции до Февральской революции в Россию вернулось 138 матросов. Всего же из первоначального экипажа «Потёмкина», включая тех, кто отказался эмигрировать и вернулся в Севастополь из Констанцы на борту броненосца, в Россию вернулось 245 человек (31 % команды). Остальная часть команды оставалась в эмиграции. Большинство из эмигрантов вернулось в Россию уже после революции, освободившей матросов-бунтовщиков от грозившей им судебной ответственности.
В 1955 году все живые участники восстания (92 человека) были награждены орденами Красной Звезды, а двое — орденами Красного Знамени.

## Память о восстании
- В монументах:

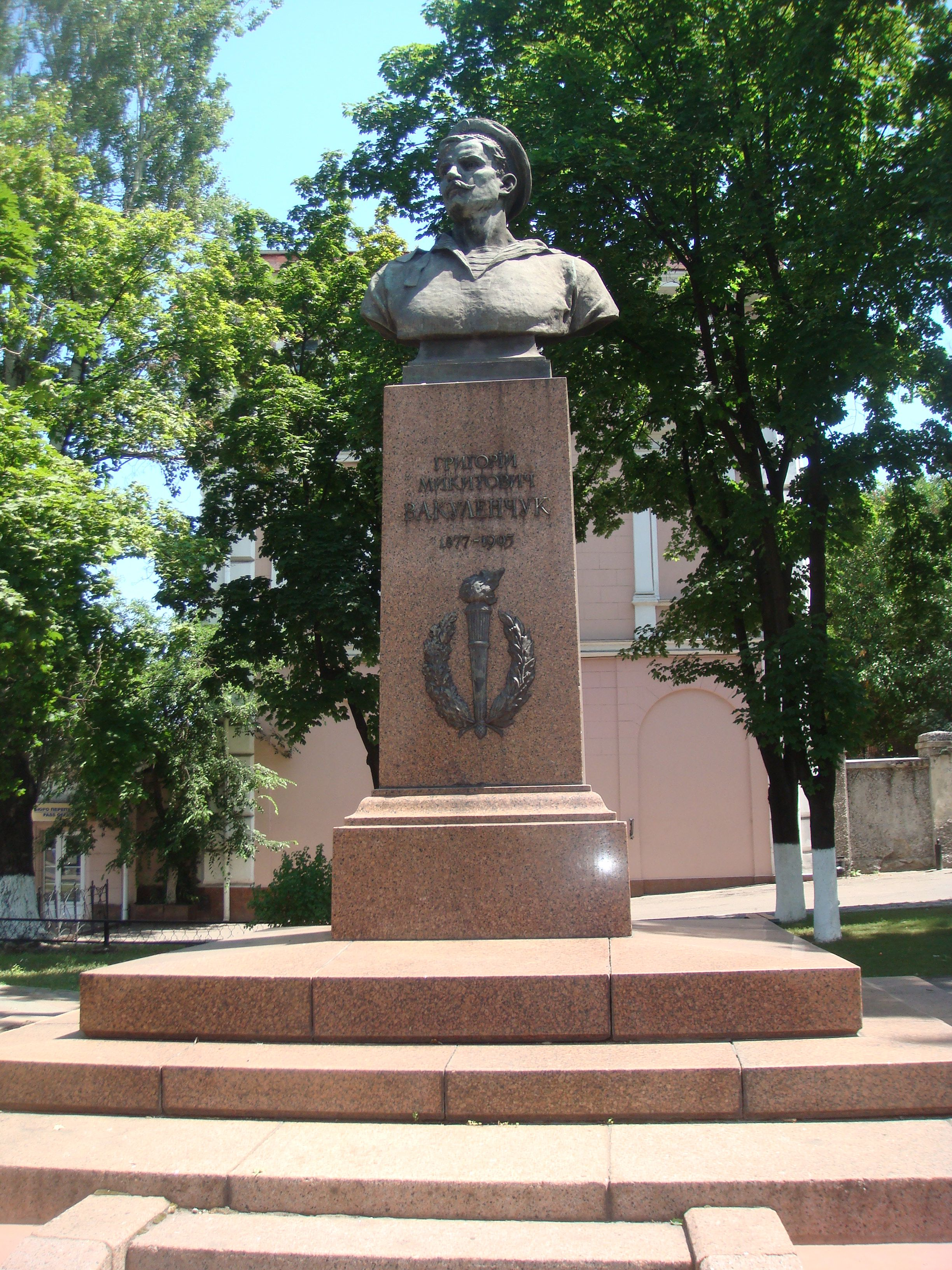
унтер-офицер Григорий Вакуленчук

  - Памятник восставшим в городе Одесса, расположенный на Таможенной площади у главных ворот Одесского порта;
  - Памятник зачинщику восстания унтер-офицеру Г. Н. Вакуленчуку, расположенный на Таможенной площади у главных ворот Одесского порта.
- В Камышлове вблизи завода «Урализолятор» стоит памятник расстрелянным матросам броненосца, пытавшимся бежать во время этапирования.

## В культуре
В Советской России восстанию были посвящены десятки книг, изданы мемуары участников восстания, исторические документы, были напечатаны сотни публицистических статей, опера, два балета, драматический спектакль.
- Потёмкинское восстание глазами стороннего наблюдателя описано Евгением Замятиным (который был невольным свидетелем этих событий) в рассказе «Три дня» (1913).
- В 1923 году в издательстве «Красная новь» вышла отдельным изданием драматическая поэма «Броненосец „Потёмкин“» Георгия Шенгели.
- Восстание явилось сюжетом знаменитого кинофильма режиссёра С. М. Эйзенштейна (1925).
- О восстании вспоминает в своих Дневниках (1901—1929) К. И. Чуковский, побывавший на борту броненосца, когда тот находился в Одессе, и лично наблюдавший беспорядки, проходившие в те дни в Одессе.
- Восстание на броненосце отражено в европейской культуре, в частности в музыкально-песенном жанре[93]
- События восстания отображены в работах Л. Е. Мучника[94][значимость факта?].
- В книге Валентина Катаева «Белеет парус одинокий» одним из персонажей является матрос с броненосца «Потёмкин» Родион Жуков, бежавший из Румынии в Россию и спасённый впоследствии главными героями повести: мальчиками Петей и Гавриком.
- Песня «Спустилась ночь над бурным Чёрным морем» (слова И. Фрадкина, музыка Л. Утёсова).